# 西武鉄道
西武鉄道株式会社（せいぶてつどう、英: SEIBU RAILWAY Co.,Ltd.）は、埼玉県所沢市に本社を置く日本の鉄道会社である。登記上の本店所在地は東京都豊島区南池袋にある。
西武グループの持株会社である西武ホールディングスの完全子会社で、東京都北西部と埼玉県南西部で12鉄道路線（総延長176.6キロメートル） と関連事業（バス・タクシー・旅行・観光・商業・不動産開発など）を運営する、日本の大手私鉄の一つである。また、プロ野球・埼玉西武ライオンズの親会社でもある。
「西武」の名称は「武蔵国の西部」に由来する。また、利用客の多くは西武鉄道の鉄道路線のことを「西武線」と呼んでおり、車内放送などでも「西武線」と呼称している。

## 概要
西武鉄道は、東急や阪急電鉄などの大手私鉄と同じように、経営の多角化を早くに進め、また自社の不動産を中心とした非鉄道事業で大きな利益を上げている。祖業が堤康次郎率いる不動産会社の箱根土地（後のコクド、現在はプリンスホテルに合併）であることも、その背景である。不動産開発は西武沿線は勿論のこと、神奈川県、千葉県の房総や伊豆箱根地方にも広がり、堤康次郎の出身地である滋賀県も1943年から近江鉄道を傘下としていることなどにより西武鉄道の事業エリアとなっている。
昭和中期には箱根の不動産開発をめぐり小田急グループ（当時の東急系）と「箱根山戦争」と称される縄張り争いが繰り広げられた。現代では、2003年から小田急電鉄と観光地や鉄道沿線事業での提携や、「東急線西武線まるごときっぷ」といった共通商品の開発に乗り出しており、また2013年以降は東京メトロ副都心線を経由して西武池袋線と東急東横線が相互直通運転を開始するなど、対立していた小田急や東急と現在では協調している。
鉄道事業での収入より不動産部門の方が主となっているが、2006年のグループ再編により、日本国内のリゾート関係の不動産は兄弟会社のプリンスホテルや西武プロパティーズ（旧：西武不動産販売）へ段階的に譲渡されている。旧宮家（皇族）の持っていた東京都心や駅前の超一等地、神奈川県の箱根や湘南、長野県の軽井沢といった人気リゾート地にホテルやスキー場、ゴルフ場などの広大な土地を所有しており、企業の土地資産価値で日本一の時代もあった。1970年代から1990年代までは近鉄、東急を抑えて大手私鉄の中で時価総額が最大であった。その恵まれた土地資産を活用して、石神井公園駅、大泉学園駅、小手指駅周辺などの沿線再開発のほか、赤坂プリンスホテル跡地に大規模な再開発ビルである「東京ガーデンテラス紀尾井町」を開業した。また、所沢駅周辺や東京都区部の池袋・品川・高輪でも再開発を進行・計画中である。
西武グループとして商業施設や小売・外食店を展開している ものの、関東の大手私鉄では相模鉄道（相鉄）や東京地下鉄（東京メトロ）とともに、グループ内に百貨店を持っていない（百貨店の「西武」を経営するそごう・西武は後述するようにフォートレス・インベストメント・グループ傘下であり系列外）。これは、創業者である堤康次郎死後、西武鉄道などは堤義明率いる西武鉄道グループ（現：西武グループ）、西武百貨店などは堤清二率いる西武流通グループ（後のセゾングループ、2000年代に実質解体）の2グループに分かれたため。ただし、2003年のミレニアムリテイリング第三社割当増資時に和田繁明社長（当時）が堤義明会長（当時）へ打診し、西武鉄道が出資を引き受けた。2006年の西武ホールディングス設立に伴うコクドの第三者割当増資時にはミレニアムが10億円出資を引き受け、セブン&アイ・ホールディングスがミレニアム株式を現金で買上げるまでの数か月間は株式の持ち合い状態であった。2020年時点でも、西武グループの統括会社である西武ホールディングスとセブン&アイ・ホールディングスは「連携強化のため」にお互いに株式を持ち合っており、西武鉄道・プリンスホテルと西武池袋本店が共同で外国人観光客誘致を行う、秩父地方で採れた農産物を西武の特急列車で輸送し、西武池袋本店で販売するなどの協業を行っている（詳細は「そごう・西武#西武グループとの関係」参照）。なお、そごう・西武は2023年にアメリカ合衆国の投資ファンド「フォートレス・インベストメント・グループ」に売却されセブン&アイグループから離脱した。
西武百貨店のスーパーマーケット事業として登場した西友が西武沿線に多いのは、グループ分裂前に発展過程で店舗と土地を賃貸しているのが、現在まで継続しているからである。西友が米ウォルマートの子会社になってからも西友とのつながりは未だに深く、西武鉄道の開発するニュータウンや駅改良工事後に、西友の新店舗が開店することが多い。また、西友のコンビニエンス事業として発足したファミリーマートとは、駅ナカコンビニTOMONY（トモニー）の展開で提携しているなど、かつてのセゾングループとのつながりを見ることが出来る。
一方で西武鉄道グループとしても、西武リアルティソリューションズ（旧プリンスホテル）を介して、PePeやEmioなどの駅ビルやBIG BOX、アウトレットモールといった大型商業施設の運営を行っている（元は2022年にプリンスホテルに合併された西武プロパティーズの事業）。また、旅行業部門として西武観光を擁しており、一般客向けには西武線のターミナル駅構内に窓口が置かれている。
首都圏で東京都区部と周辺地域を結ぶ鉄道他社、特に小田急電鉄や東急電鉄では利用客の増加に対応し線路の複々線化が活発に行われたが、西武鉄道では複々線化について、池袋線では練馬駅から石神井公園駅までを複々線化した一方で、新宿線では西武新宿駅 - 上石神井駅間の複々線化が計画されたが、その後少子高齢化の進行に伴う利用客の減少の見込み等により、計画を中止した。
一方、老朽化した駅施設などのリニューアルを活発に進めており、1999年の田無駅を皮切りに野方、花小金井、狭山市、東長崎、江古田、東久留米、所沢の各駅で駅舎の全面改築が行われている。2007年からはファミリーマートと協業した駅売店「TOMONY（トモニー）」や2010年代以降は駅ビル型の中小規模な駅ナカ商業施設として「Emio（エミオ）」やより大規模な「Grand Emio（グランエミオ）」を開業させ、駅の改築に合わせて順次展開していく見通しである。

## 同族経営時代

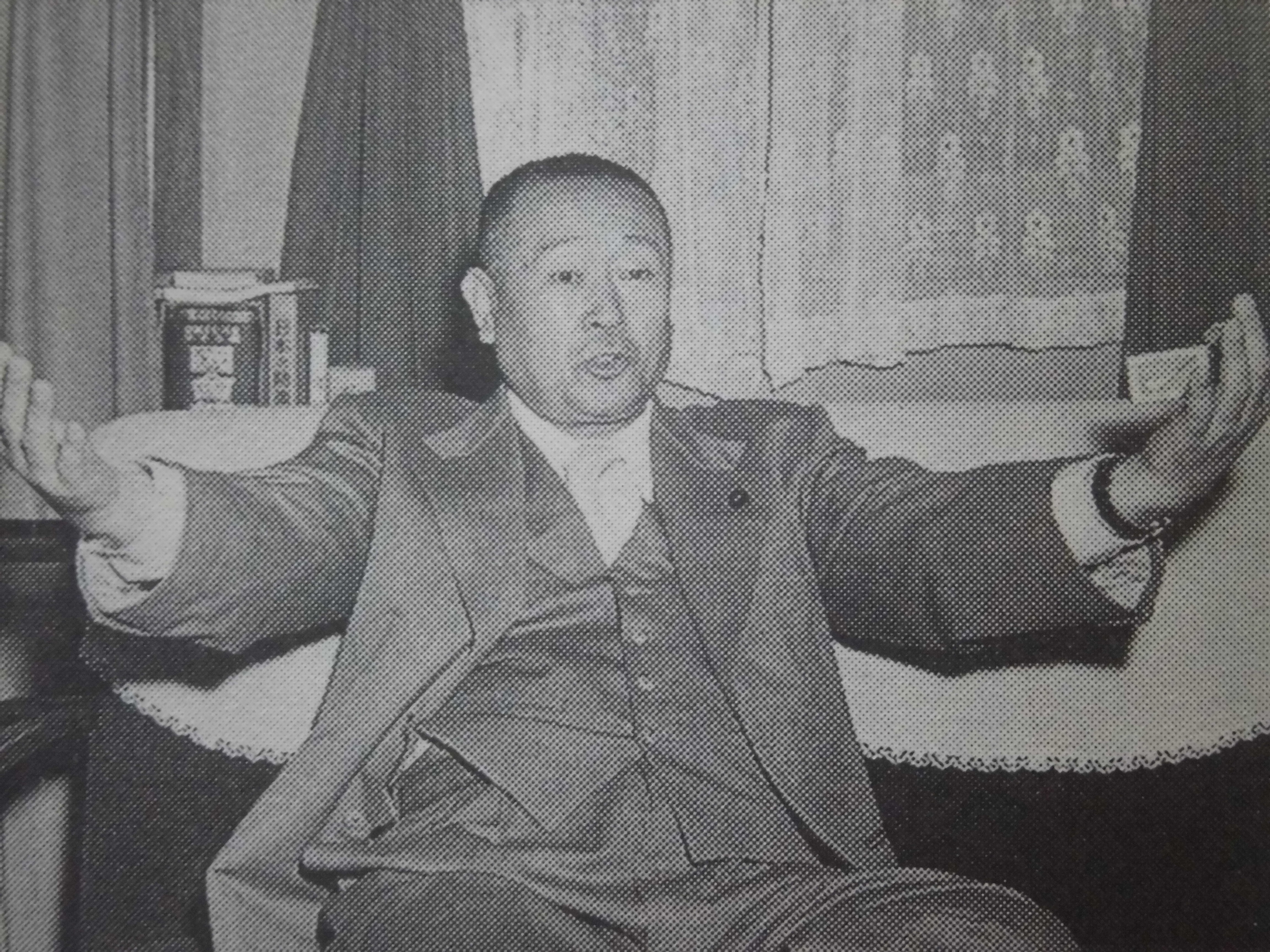
衆議院議長に就任した堤康次郎

西武鉄道は2006年2月の西武グループ再構築まで長きに亘り、堤家のコクドが株式の多くを保有する同族経営（=ファミリー企業）であった。
康次郎亡き後は後継者となった堤義明による経営手腕で1960年代以降、プリンスホテルとその近隣でのスキー場、ゴルフ場、スケートリンクなどのリゾート開発と、ニュータウン/宅地開発などが東日本を中心に大規模に推し進められた。兄弟会社であったプリンスホテル（旧）の不動産物件はほとんど西武鉄道の所有であり、プリンスホテル社は運営のみを行っていた。また、1978年にはコクド（当時は国土計画）がクラウンライターライオンズを買収して、西武ライオンズを誕生させプロ野球球団経営に進出する。建築には西武建設（旧）、庭や芝生管理に西武造園を用いるなど内部経済でコクド・西武鉄道グループとしての規模を拡大させ社員3万人を有し、「西武王国」と言われた。また、1980年代には堤義明は世界の富豪（世界長者番付）入りを果たした。
1957年から東証一部に上場していたが、2004年に発覚した証券取引法違反事件により同年12月に上場廃止処分となり、その後のコクド・西武鉄道・プリンスホテル間での事業領域の再構築と不採算物件の売却が行われるなど、大きな転換期となった（後述）。

### 総会屋利益供与事件
2004年2月に総会屋の求めに応じて土地を安く譲渡させる形での利益供与が発覚し（西武鉄道総会屋利益供与事件）、総会屋側と利益供与に関わった西武鉄道と西武不動産販売（2009年に西武プロパティーズが事業承継）の役員合わせて11人が商法違反で逮捕・送検される事態となった。これにより、同年4月14日に旧西武鉄道グループ・西武ライオンズ（当時）のオーナーで西武鉄道・コクド会長を務める堤義明と戸田博之西武鉄道社長が記者会見を開き、西武鉄道会長・社長職の引責辞任を発表する。これにより、同族資本の鉄道会社は東武鉄道と富士急行が残るのみとなった。後任の西武鉄道社長には小柳皓正専務が昇格する形で就任した。

### 証券取引法違反事件
約6か月後の同年10月13日に、堤義明コクド会長が急遽記者会見を開き、有価証券報告書虚偽記載（2004年3月期決算の有価証券報告書上で、コクドが保有する西武鉄道の保有株数を22%過少申告していた）を公表。コクド会長職なども辞任表明をした。実態的には、西武鉄道株式〔西武株〕のコクド持株分の多くを、西武鉄道グループ各社の従業員持株会・OB関係者と堤義明コクド会長ら、1,000名以上の個人の「名義株」に偽装し、コクド・伊豆箱根鉄道など上位10名（社）の西武株式保有分のみで、東京証券取引所の上場廃止基準である80%を超えていたことを伏せて株式公開していた。1,000円台の堅調な値動きをしていた西武株は、発表翌日からストップ安となり、東京証券取引所や証券取引等監視委員会、東京地方検察庁も、西武鉄道・コクド幹部への事情聴取に乗り出した。
西武鉄道は、連鎖的に同じ事態が発覚した伊豆箱根鉄道とともに、株式名簿管理を証券代行会社へ委託せず、自社内で行っていた（東証上場企業では当時3社のみ）が、株券の電子化（2009年開始）では、証券保管振替制度によって株券を証券保管振替機構（ほふり）の参加者（証券会社・信託銀行等）口座を通じて預託（移管）した。その過程で名義人の実在確認が必要となるため、電子化が導入された時点で名義株が発覚してしまう事態は元々予想されていた。なお、この株主偽装は上場当初の1957年から存在したと言われている。
一方、発表前の同年9月前後に西武鉄道とコクド（プリンスホテル等）を通じて取引関係のあるキリンビール、サントリー、東京コカ・コーラボトリングなどの複数の飲料メーカー、王子製紙、ワコール、日立グループ、三菱電機、小田急電鉄、鹿島、前田建設、クレディセゾンなど30企業に対し、西武株式8千万株を虚偽記載であることを伏せたまま売却した。10月の虚偽記載公表後の株価下落による損失を招いたことで、株式買い戻し（購入代金の返還）請求が起こされたとともに、売却を打診したコクド・西武鉄道の幹部や堤義明前会長に対しては、インサイダー容疑であわせて捜査が行われた。
これらの事態によって、東証は11月16日に「虚偽記載という不適切な情報開示」と「公益・投資者保護」を理由に、西武株式の上場廃止を決定し、11月17日に整理ポスト入りさせ、12月16日をもって取引を終了し、翌17日で上場廃止となった。伊豆箱根鉄道においても、西武鉄道が50%超を持株保有していると、2000年度分からの有価証券報告書を訂正し、上場廃止となった。
上場廃止となるのは、それまでは企業の倒産（会社更生法・民事再生法申請などの法的整理）や、M&A、株式公開買付に伴うものが通例であったことから、極めて異例の事態であった。2006年のライブドア事件においても、酷似のケースで上場廃止となっている。
2005年3月3日に、堤義明は証券取引法違反（有価証券報告書の虚偽記載とインサイダー取引）容疑で、東京地方検察庁特別捜査部に逮捕された。同年10月に東京地方裁判所で執行猶予付きの有罪判決を受け、2009年10月に刑猶予期間満了となった。この事件に際しては、コクドの幹部社員と小柳西武鉄道前社長が、相次いで自殺している。

## グループ再編へ
株式問題と並行して、2004年11月に西武鉄道とコクドは共同で「西武グループ経営改革委員会」を発足させ、2005年1月にはコクドの事業部門と西武鉄道などを新設する持株会社の傘下に入れるなどのグループ再構築を発表した。また、旧経営陣は退任し、メインバンクであるみずほコーポレート銀行（旧・第一勧業銀行）副頭取で西武グループ発足後に西武鉄道の代表取締役社長となる後藤高志らが迎えられた。
再編スキームとして、
- 11月にNWコーポレーションを設立し、コクドは株式交換によって子会社となる（NW社の株主は堤義明を筆頭とする旧コクドの株主）。
- 2006年1月31日にコクドはサーベラスや日興プリンシパル・インベストメンツなどからの第三者割当増資を受け、NWコーポレーションが筆頭株主では無くなる。また、西武建設が保有していた西武鉄道株式をミレニアムリテイリング、京浜急行電鉄などに売却し、160億円余りの資金調達を行う。
- 2月1日にコクドがプリンスホテルと合併。
- 2月2日に西武鉄道はプリンスホテルと株式交換を行いプリンスホテルの完全子会社となる。
- 2月3日、プリンスホテルが株式移転を行い西武ホールディングスとなる。
- 3月27日に西武ホールディングス内でホテル・レジャー事業はプリンスホテルへ会社分割・継承を行い、従来の西武鉄道グループ会社の一部は西武ホールディングス子会社として資本構成を再構築する。

資本再構成によって、西武鉄道は鉄道事業主体の普遍的な民営鉄道会社となり、西武グループの再編が完了した。
西武鉄道株式については有価証券報告書の虚偽記載が上場廃止の理由であったため、2004年度内のジャスダック上場を目指していたが、年度内上場はスケジュール的に難しく、コンプライアンス体制強化後の上場を目指すことになった。2006年のグループ再編後は株式移転により西武ホールディングスの子会社となっているが、同社株主には上場廃止前と同等に西武鉄道の株主優待乗車証などが謹呈されている。そして2014年4月23日に西武ホールディングスとして東京証券取引所第1部へ上場した。

## グループ再編後
西武グループ発足後は後藤高志が代表取締役社長として、西武鉄道の新しい体制を築き始めた。この新体制の鉄道事業において特徴的なのが自社のイメージチェンジである。2007年、西武鉄道が中核となる西武グループのスローガン「でかける人を、ほほえむ人へ。」が表すように、現在は他社と同じく、量はもとより質の向上にも力を入れるようになった。同年には社内に「スマイル&スマイル部」が開設され、鉄道ファンや子供に対するイベントを、年間多く実施・企画し沿線の人にもっと西武線と親しんでもらおうと考えている。
その第一陣として登場したのが西武のイメージトレイン30000系（スマイルトレイン）である。それ以前の西武鉄道を思わせる「硬い」雰囲気に一線を画し「ソフトさ」をイメージしている。

### プリンスカード
2007年2月には、西武鉄道とプリンスホテル・伊豆箱根鉄道など再編後の西武グループ各社が手掛ける物販・ホテル・リゾート各施設でのポイントサービス「プリンスポイント」と「プリンスポイントカード」を共同で導入。2006年9月に先行する形で提携カード「SEIBUプリンスカード」の発行がクレディセゾン・西武鉄道・プリンスホテルの提携によって開始された。同カードではクレジット決済による定期券購入が可能となり、2007年3月開始の「PASMOオートチャージサービス」へも対応している。なお、グループ再編前の1980年代（コクド資本下）より旧プリンスホテルと西武交通などの利用に限定されたハウスカード「プリンスカード」が存在しており（旧日本信販などと提携）、従業員関係者や西武グループの上得意客向けに限定されて発行されていた。2005年4月にクレディセゾンと旧プリンスホテルが提携した「プリンスカード《セゾン》」が一般向けにも募集されるようになったが、「SEIBU プリンスカード」とはサービス面で関連性が無く、新たに新規申込する必要が生じた。

## 外資ファンドによる路線廃止提案と敵対的TOB
2012年10月および2013年3月、親会社西武ホールディングスの大株主である外資ファンド、サーベラス・キャピタル・マネジメントは、大規模なリストラ案を株主提案した。具体的には不採算5路線（多摩川線・山口線・国分寺線・多摩湖線・西武秩父線）の廃止、埼玉西武ライオンズの売却、プリンスホテルのサービス料の値上げ、品川駅周辺の再開発案の策定とされる。これに対し西武が拒否したため、2013年4月下旬を期限とする敵対的TOBへ発展した。
なお、2013年3月21日の報道でサーベラスは、「路線廃止や球団売却などを強要したことはない」と否定している。また、沿線自治体（特に西武秩父線沿線）からは路線の存続を求める声も上がっており、若林久社長は埼玉県秩父市に対して「公共交通機関なので守る」と説明している。

## 社章・シンボルマーク
現在のシンボルマークは新生・西武鉄道を象徴する一環として、新社章を兼ねたものであり、2007年4月1日に制定された。その意匠は旧社章と同じく西武の"西"をモチーフにしている。それぞれマークの形の意味として、2つの輪は、様々なものが鉄道によって出会いつながる姿を、果実のようなデザインは、交流によって生まれる「実り」=「地域・社会の発展」を表現。カラーリングでは、グリーンで「自然との調和」、濃いブルーで「信頼」と「安心・安全」、明るいブルーで「新しいことへの挑戦」をイメージしている。
シンボルマークは2008年4月から既存車両側面に掲示されるようになり、同時に西武鉄道の制服もリニューアルされるなどして、多くの場所でこの社章を見かけるようになった。なお、社名ロゴのフォントも制定・変更され、「SEIBU」という英文表記もされるようになり、同社の広告に記載されたり、シンボルマークとともに全営業車両の先頭車両乗務員室扉横（8500系は車端部）に貼り出されたりした。ただし、近年、英文表記はあまり使わなくなり、同社が発行する広報誌『西武鉄道かわら版』の表紙には2013年度以降、記載されなくなった。また、2014年4月の消費税率変更時に運賃表を貼りかえた際、一部駅の運賃表下にあった「SEIBU」の英文表記が「西武鉄道」の漢字表記に変更され、駅のリニューアル工事後の駅入口看板も同様に変更されている。さらに、2013年度以降導入の30000系、近年に検査入場した車両、フルラッピングで車体色が変更された車両は、「SEIBU」の英文表記が「西武鉄道」の漢字表記に変更されている。
旧社章は西武軌道が1922年に制定したものである。西武の"西"をモチーフにしたもので、野球のボールに似た形をしている。新社章移行後、車両に掲示された旧社章は車体更新に併せて取り外しが進行中である。

シンボルマーク兼新社章
旧社章

## 歴史
西武鉄道は、現在の池袋線系統の路線を開業した武蔵野鉄道と、新宿線系統の路線を開業していた西武鉄道（旧）が合併して出来た会社である。

### 武蔵野鉄道

武蔵野鉄道

武蔵野鉄道は、1911年（明治44年）10月18日に鉄道免許を取得し、1912年（明治45年）5月7日に設立、当初は巣鴨駅を起点とする計画であったが、東京府が池袋駅を起点にするよう指示したため、1913年（大正2年）4月に計画を変更。1915年（大正4年）4月15日に現在の池袋線の一部である池袋駅 - 飯能駅間を開業した。1922年（大正11年）に池袋駅 - 所沢駅間、1925年（大正14年）に飯能駅までの全線を電化し、1929年（昭和4年）9月10日に吾野駅まで開業させた。なお西武豊島線は1927年（昭和2年）に、狭山線は1929年（昭和4年）に開業している。
一方、1924年（大正13年）に箱根土地（後のコクド。現在のプリンスホテル）が武蔵野鉄道沿線の東京府北豊島郡大泉村に大泉学園都市の分譲を開始。武蔵野鉄道に東大泉駅（現在の大泉学園駅）を建設した上で寄贈する。翌1925年には武蔵野鉄道の株式を取得した。また、箱根土地は1928年（昭和3年）、村山貯水池（多摩湖）および小平地区一帯を開発すべく、多摩湖鉄道を設立。4月6日に国分寺駅 - 萩山駅間を開業し、1936年（昭和11年）12月30日に村山貯水池まで開業させ、全通した。
1932年（昭和7年）に箱根土地社長の堤康次郎が経営危機に陥っていた武蔵野鉄道の株式を買い集め、再建に乗り出す。1934年（昭和9年）8月28日、武蔵野鉄道は鉄道抵当法に基づく強制執行が実施され、運賃収入が強制管理人に差し押さえられる（1937年〈昭和12年〉まで）。
1935年（昭和10年）1月21日からは、9か月分の電力料金17万円滞納を理由に東京電燈から制限送電を受け、最大5600 kWを必要とするところを4000 kWしか受電できなくなった。通勤時の輸送能力が激減して混乱を招いたため、東京電燈側は沿線住民に対して制限送電を行う経緯を記した文書を配布し理解を求めた。経営は一層苦境に立たされるが、1936年（昭和11年）に武蔵野鉄道と債権者の間で和議が成立する。1938年（昭和13年）、大口債権者である東武鉄道の初代社長初代根津嘉一郎らがようやく債務免除に応じ、経営再建に道筋をつけた。
1940年（昭和15年）3月12日、武蔵野鉄道は同系の多摩湖鉄道を吸収合併する。10月、堤は根津および浅野財閥（元々の親会社）から株式を取得して過半数を確保し、社長に就任した（長年、西武鉄道株式のうち約45%を箱根土地の後身会社であるコクドが保有していて、他に西武建設の保有分を合わせると関連会社による持分が過半数を占めていたのはこの一件に由来する）。

### 西武鉄道（旧）

川越鉄道

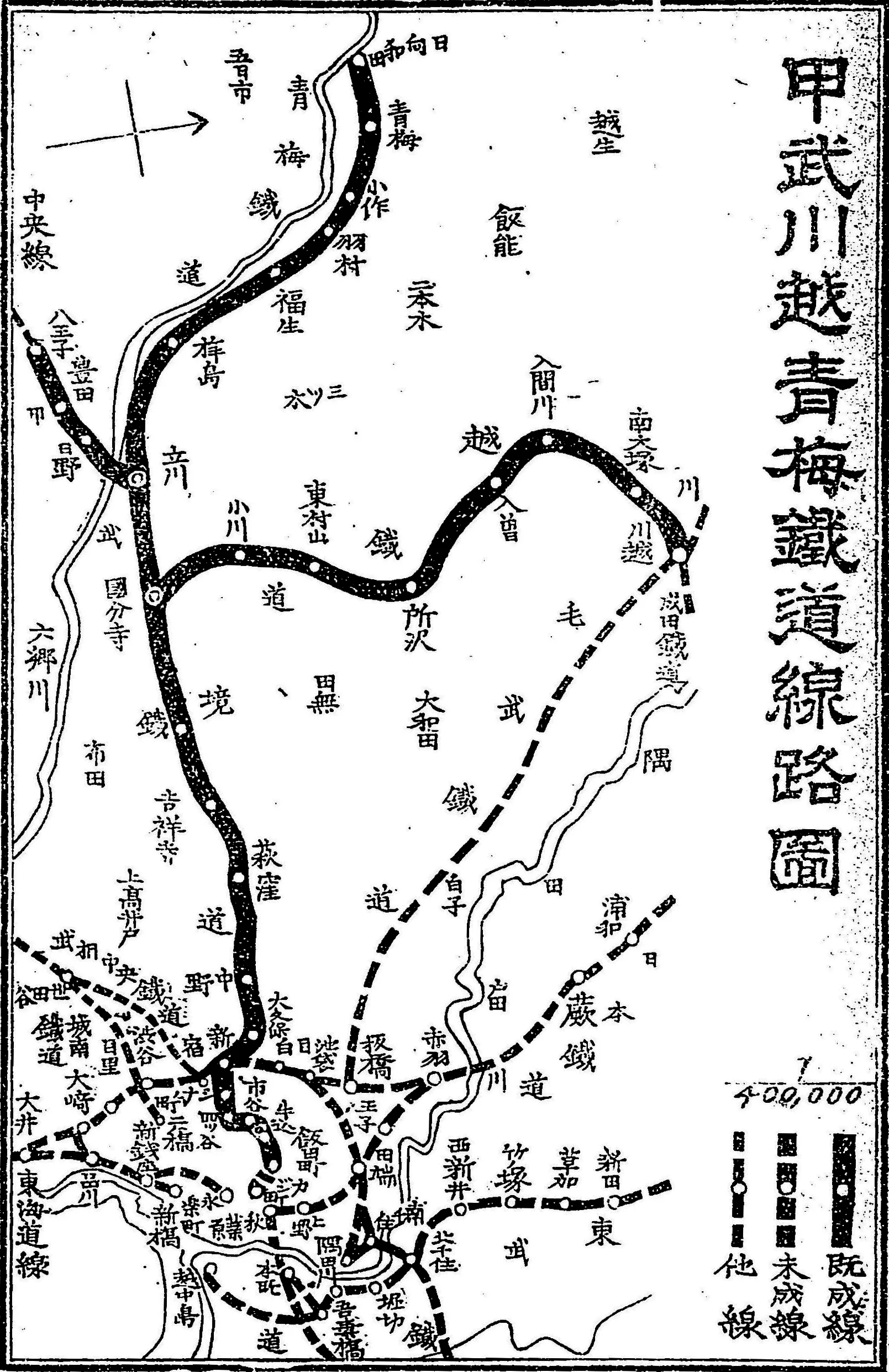
甲武鉄道・川越鉄道・青梅鉄道 1903年の路線図

西武鉄道（旧）は川越鉄道に始まる。川越鉄道は、甲武鉄道の関連会社として1892年（明治25年）8月5日に設立され、1894年（明治27年）12月21日に現在の西武国分寺線である国分寺駅 - 久米川（仮）駅（現在の東村山駅）間を開業させた。さらに、川越鉄道は1895年（明治28年）3月21日に、現在の西武新宿線の一部である久米川（仮）駅 - 川越駅（現在の本川越駅）間を開業させた。その後、1920年（大正9年）6月1日に武蔵水電に吸収合併された。武蔵水電の前身は、1906年（明治39年）4月16日に川越久保町駅 - 大宮駅間を開業させた川越電気鉄道である。合併後、川越久保町駅 - 大宮駅間の路線は川越東線となった。
1921年（大正10年）10月、武蔵水電は同年に淀橋町角筈 - 荻窪村間を開業させていた西武軌道を吸収合併した。「西武」の名前はこの会社が起源であり、現在の西武鉄道が2007年3月まで使用していた西武の西という字を図案化した社章もこの会社のものであった（ただし、6000系・10000系・20000系以外の現在も残っている車種は一部を除き2009年時点でもその旧社章を使用していたが、更新工事を施工した車両では取り外されている）。翌1922年（大正11年）11月に武蔵水電は帝国電灯に吸収合併されたが、帝国電灯は鉄軌道部門を、武蔵鉄道から改称して同年8月15日に設立された西武鉄道（旧）に分離した。また、川越久保町 - 大宮駅の路線は大宮線となった。
1925年（大正14年）、安比奈線南大塚駅 - 安比奈駅間を開業。1927年（昭和2年）4月16日にこれも現在の西武新宿線の一部にあたる村山線高田馬場駅 - 東村山駅間を複線・電化で開業。同時に東村山駅 - 川越駅間を電化し、高田馬場駅 - 川越駅間の直通運転を開始した。同年8月30日には、現在の多摩川線を開業させていた多摩鉄道を吸収合併した。
1935年（昭和10年）12月27日、西武軌道線（淀橋町角筈 - 荻窪村間）を東京乗合自動車に委託した。委託後、同区間を譲渡（1951年）するまでの歴史は、「都電杉並線#歴史」を参照のこと。
1941年（昭和16年）、前年に川越線の開業に伴い休止していた大宮線を2月25日に廃止した。
1943年（昭和18年）6月、箱根土地が経営権を獲得。堤康次郎が社長に就任した。
1944年（昭和19年）6月、第二次世界大戦下の食糧不足に対応するため、沿線の耕地を利用した大規模食糧供給を目的に、食糧増産株式会社を設立した。
また1944年には、東京都からの委託によって糞尿輸送が開始された。当時都内の糞尿処理は、トラックで東京湾岸へ運び船で海中に捨てていたが、人手不足とガソリン統制により、処理が追いつかなくなっていた。そこで東京都長官の大達茂雄からの要請で、武蔵野鉄道と西武鉄道（旧）と食糧増産の3社が一体となり、専用貨車と積込所・貯溜施設を造って大規模な糞尿処理にあたることとなったのである。同年9月10日夜から普通貨車による糞尿運搬の臨時運転を開始し、11月21日には専用貨車を用いた本運転に入った。この糞尿輸送列車は、「汚穢電車」「黄金電車」「黄金列車」などと呼ばれた。
この時の輸送力はあまり高いものではなく、積込所も2か所、貯溜槽も7か所しかなかった。社長の堤康次郎はさらに輸送規模を拡大させ、当時都内から排泄されていた1日約38,000石の糞尿全てを処理できるように構想を立てた。専用貨車を115両新造して輸送能力を1日20,000石に上げるとともに、両鉄道沿線の数十箇所に糞尿貯溜槽を置き、約271,000石の糞尿をためられるようにする。そして輸送は主に深夜に行い、その帰りは貨車の上に特設台を設置し、都内向けの野菜を運搬しようというものであった。
しかし衛生面などで問題が続出し、糞尿輸送は次第にその輸送量を減らして行った。書類上は1953年（昭和28年）3月30日までの契約であったが、実際には1951年に輸送が休止して以降、再開されないままの廃止で、堤の輸送拡大構想は結局実行されないまま終わった。
なおこの糞尿輸送が行われている最中に武蔵野鉄道と西武鉄道（旧）と食糧増産の3社が合併しているが、社名に「農業」を付して「西武農業鉄道」とした由来はこのようなことにある。

### 合併から現在まで
戦後、西武鉄道の復興は他社に比べ目覚ましいものだった。大手他社が国鉄モハ63形の割当てにより体制を整えようとしている中、西武鉄道では国鉄の戦災車や事故車、これらが枯渇すると老朽廃車となった木製車を大量に譲り受け、自社（当時は復興社のちに西武建設経営）の所沢車両工場で改造、修繕や木造車体の鋼体化を実施した。これにより、モハ63形新製割当ての見返りに従来車を地方私鉄に供出する義務から解放され、輸送力増強を成し遂げたのである。国鉄の改造車ばかり走っていたことから、利用者からは「第2の国鉄」とまで呼ばれていた。国鉄の事故車などを導入したためモハ63にTR11という大正時代の台車を履かせた、国鉄どころか国内でも最低な水準の電車も作られ運行が行われた。徐々に車両数が増えると車体を新造するようになったが、台車や機械類は国鉄から譲り受けたものだった。
しかし、1954年（昭和29年）からようやく車体の完全新造が始まった。この時、登場した351系（登場当時501系）はこれから長きにわたる西武電車の基本デザイン「湘南デザイン」を確立した。この時の西武線を走っている電車と言えば、雑多な形態の電車を連結して、武蔵野台地を駆け巡るという印象が強かった。戦後の西武鉄道の方針は「質より量」で、車両の高速化はいち早く実施されてはいるものの他社では1950年代中盤（昭和20年代終盤）から登場したいわゆる高性能車の導入はせず、他系列との併結を考慮し性能の統一化を図ることから、一貫して旧来の吊り掛け駆動の増備を続けていたため「見せかけの新車」と揶揄されていた。その後登場した西武初の高性能車とも言えるカルダン駆動の601系・701系電車にしても、旧来の吊り掛け駆動車との併結が前提で、機能的には動力伝達方式をアップデートしただけであり、吊り掛け駆動車と併結することによってカルダン駆動本来の性能を発揮できていなかった（詳細は各系列の記事を参照）。電動車の台車は新製されるようになったものの、付随車の台車は国鉄から譲り受けた旧式な釣合梁式のTR11系の改造品であった。従来車との混用を考慮しない、電気制動を可能とした真の意味での高性能車が導入されたのは、西武秩父線開業を控えた、実に1960年代終盤（昭和40年代中盤）のことであった。
1963年（昭和38年）11月1日からは、他社ではまだ6両編成が最長で、しかも18m級車両で編成を組んでいた時に、西武鉄道では池袋-所沢間に日本の私鉄で初めて10両編成を走らせ、単位輸送力を確保した。乗車率が最大で200%を軽く超えていた時代のことであり、西武鉄道の「質より量」という方針が初めて結果につながった瞬間となった。
1969年（昭和44年）には自社のイメージの確立に乗り出し、現在でも利用者の西武鉄道のイメージである「黄色い電車」の第1号となる101系 が登場する。その後、101系で冷房試作車が登場し、翌年に集中式冷房の採用が決定したのをきっかけに在来車両の高性能化および冷房化が急ピッチで施行されるようになった。この過程で、1977年（昭和52年）には西武鉄道で初の本格的な4扉車かつ界磁チョッパ制御・回生ブレーキを採用した2000系も登場し、省エネルギー化や乗降時間短縮にも貢献するようになった。こうした質的改善により、1985年（昭和60年）5月には車両冷房化率は92.2%と大手私鉄全社中3位、関東大手私鉄では1位に達した。戦後、復興の際の経営戦略が非常にユニークで他鉄道会社と異なっていることから、現在の沿線イメージ、会社イメージ共に他の関東圏私鉄と比較するとやや異質の存在として見られていることが多い。
他の大手私鉄では昭和20年代に東京都心部（主に東京駅・有楽町など）への路線延伸申請を競い合うように行なったが、西武はその動きとは一線を画した。
1986年（昭和61年）に西武鉄道本社は東京都豊島区から埼玉県所沢市へと移転した。同時に西武グループ本社も移転している。東京都区部に路線を持つ鉄道事業者は現在も都区内に本社を置く場合が多いが、このように中心機能を東京の中心地から離した例は、他に東京都新宿区から多摩市へ移転した京王電鉄や、2013年に本社を東京都墨田区から千葉県市川市へ移転した京成電鉄がある。本社移転の狙いは、主要路線が2本交わる所沢駅を中心とした都市開発を行って沿線の開発・活性化を図ることや、沿線や輸送サービスの実態確認の容易化のためである（京王電鉄や京成電鉄の本社移転も同様の理由である）。
2017年（平成29年）1月16日、西武ホールディングスは都心事業の展開を強化する目的で、2019年春にかつての本社所在地に建設するビル内に本社を移転した上で入居することを発表し、西武グループとしては33年ぶりに池袋の地へ復帰することになった が、西武鉄道の本社は所沢市に残る。

#### 年表
- 1945年（昭和20年）9月22日 - 武蔵野鉄道は西武鉄道（旧）と食糧増産を吸収合併して西武農業鉄道に改称。これは陸上交通事業調整法に基づくものであったが、実際の合併は食糧増産に対する運輸通信省の査定に時間が掛かり、終戦後となった。
- 1946年（昭和21年）
  - 2月14日 - 池袋線保谷駅 - 田無町駅（現：ひばりヶ丘駅）間で複線運転を開始。
  - 11月15日 - 西武農業鉄道が現在の西武鉄道に改称。バス事業を武蔵野自動車（現：西武バス）に譲渡して分社化。
- 1948年（昭和23年）
  - 4月1日 - 村山線東村山駅 - 村山貯水池駅（現：西武園駅）間営業再開。
  - 5月18日 - 運賃改定。最低普通運賃2円[32]。
  - 7月18日 - 運賃改定。最低普通運賃3円[32]。
  - 11月5日 - 国分寺線東村山駅 - 国分寺駅間を電化。
- 1949年（昭和24年）
  - 5月5日 - 運賃改定。最低普通運賃5円[32]。
  - 11月15日 - 多摩湖線本小平駅を小平駅に統合。
- 1950年（昭和25年）
  - 4月6日 - 国分寺線東村山駅 - 柳瀬信号所間で複線運転開始。
  - 5月12日 - 運賃改定。最低普通運賃5円[32]。
  - 5月15日 - 旧日立航空機専用線を譲り受け、上水線として小川駅 - 玉川上水駅間営業開始。
  - 5月23日 - 村山線東村山駅 - 村山貯水池駅間に野口信号所を新設、野口信号所 - 西武園駅間営業開始。
  - 7月11日 - 多摩川線武蔵境駅 - 北多磨駅（現：白糸台駅）間を電化。
  - 8月1日 - おとぎ線多摩湖ホテル前駅 - 上堰堤駅間営業開始。
  - 11月1日 - 多摩川線北多磨駅 - 是政駅間を電化。
- 1951年（昭和26年）
  - 4月1日 - 元西武軌道の路線で、東京乗合自動車時代の1935年から業務を委託していた新宿軌道線（新宿駅 - 荻窪北口）を正式に東京都に譲渡。
  - 9月16日 - おとぎ線上堰駅 - ユネスコ村駅間営業開始。
  - 10月7日 - 狭山線西所沢駅 - 狭山湖駅（現：西武球場前駅）間営業再開（ガソリンカー運転）。
  - 11月1日 - 運賃改定。最低普通運賃10円[32]。
- 1952年（昭和27年）
  - 3月21日 - 狭山線西所沢駅 - 狭山湖駅（現：西武球場前駅）間を電化。
  - 3月25日 - 村山線高田馬場駅 - 西武新宿駅間営業開始。同時に路線名を新宿線に改称。
  - 7月15日 - おとぎ線多摩湖ホテル前駅 - ユネスコ村駅間を地方鉄道に転換し、山口線に改称（「おとぎ線」「おとぎ列車」は愛称として残る）。
- 1953年（昭和28年）
  - 1月15日 - 運賃改定。最低普通運賃10円[32]。
  - 2月5日 - 西武観光営業開始[33]。
  - 3月28日 - 池袋線田無町駅（現：ひばりヶ丘駅） - 東久留米駅間で複線運転開始。
  - 9月26日 - 池袋線東久留米駅 - 清瀬駅間で複線運転開始。
- 1954年（昭和29年）
  - 戦後初の新造車501系（初代、のちの351系）通勤電車登場。
  - 10月12日 - 上水線小川駅 - 玉川上水駅間を電化。
- 1957年（昭和32年） - 本線での蒸気機関車運用廃止。
- 1958年（昭和33年）
  - 9月16日 - 新宿線から小平駅、萩山駅経由多摩湖駅への直通運転開始。
  - 12月19日 - 新宿線柳瀬信号所 - 所沢駅間で複線運転開始。
- 1959年（昭和34年）
  - 451系登場。
  - 1月29日 - 運賃改定。最低普通運賃10円[32]。
  - 12月21日 - 池袋線清瀬駅 - 秋津駅間で複線運転開始。
- 1960年（昭和35年）
  - 5月25日 - 池袋線秋津駅 - 所沢駅間で複線運転開始。
  - 11月 - 新宿線西武新宿駅 - 上石神井駅間で6両運転開始。
- 1961年（昭和36年）
  - 551系登場
  - 9月20日 - 多摩湖線0.4 km延伸、多摩湖駅新設。
  - 12月、池袋線池袋駅 - 所沢駅間で急行8両運転開始。新宿線西武新宿駅 - 田無駅間で6両運転開始。
- 1962年（昭和37年）
  - 9月1日 - 上水線小川駅 - 萩山駅間営業開始。上水線から新宿線へ直通運転開始。
  - 11月1日 - 運賃改定。最低普通運賃10円[32]。
  - 12月28日 - 西武鉄道初のカルダン駆動車601系通勤電車登場。変電所集中制御システム使用開始。
- 1963年（昭和38年）
  - 池袋線池袋駅 - 所沢駅間で私鉄初の10両運転開始。
  - 701系通勤電車登場。
- 1964年（昭和39年）
  - 4月26日 - 西武グループ創業者の堤康次郎死去。
  - 11月15日 - 新宿線新狭山駅開業
- 1965年（昭和40年）
  - 2月18日 - 保有車両数400両突破。
  - 11月5日 - 池袋線所沢駅 - 西所沢駅間で複線運転開始。
- 1966年（昭和41年）
  - 1月20日 - 運賃改定。最低普通運賃20円[32]。
  - 5月16日 - 小手指検車区（現：小手指車両基地）開設。
  - 5月25日 - 池袋線西所沢 - 小手指ヶ原信号所（現：小手指駅）間で複線運転開始。
  - 10月28日 - 池袋線小手指ヶ原信号所 - 武蔵藤沢駅間で複線運転開始。
- 1967年（昭和42年）
  - 1月13日 - 新宿線西武新宿駅 - 田無駅間で急行8両運転開始。
  - 6月1日 - 急緩行列車選別装置使用開始。
  - 10月28日 - 新宿線所沢駅 - 新所沢駅間で複線運転開始。
  - 11月7日 - 上水線小平駅 - 萩山駅間で複線運転開始。
  - 11月11日 - 801系通勤電車登場。
- 1968年（昭和43年）
  - 5月15日 - 拝島線の玉川上水駅 - 拝島駅間営業開始。上水線を拝島線と改称。
  - 11月12日 - 国分寺線恋ヶ窪駅 - 羽根沢信号場間で複線運転開始。
  - 11月13日 - 池袋線武蔵藤沢駅 - 入間市駅間で複線運転開始。
- 1969年（昭和44年）
  - 3月5日 - 西武初の黄色い電車である101系通勤電車が登場（当時は黄色とベージュのツートン、非冷房）。
  - 9月26日 - 新宿線新所沢駅 - 入曽駅間で複線運転開始。
  - 10月1日 - 南入曽検車区（現：南入曽車両基地）開設。
  - 10月2日 - 池袋線仏子駅 - 笠縫信号所間で複線運転開始。
  - 10月14日 - 西武秩父線営業開始とともに「レッドアロー」こと5000系特急車登場。自動列車停止装置 (ATS) 使用開始（多摩川線、安比奈線、山口線を除く）仏子駅 - 西武秩父駅間で列車集中制御装置 (CTC) 使用開始。
  - 12月16日 - ITV（駅ホーム監視用テレビ）使用開始。
- 1970年（昭和45年）
  - 1月1日 - 横瀬検車区（現：横瀬車両基地）開設。
  - 8月16日 - 踏切支障検知装置使用開始。
  - 10月5日 - 運賃改定。最低普通運賃30円[32]。
  - 11月20日 - 池袋線小手指駅開業。
- 1972年（昭和47年）7月1日 - 通勤型初の冷房車101系試作冷房車登場。
- 1973年（昭和48年）
  - 6月8日 - 新宿線田無駅 - 西武柳沢駅間立体交差化工事完成。
  - 11月29日 - 最高速度100 km/h運転開始。
- 1974年（昭和49年）
  - 3月1日 - 電車行先方向幕を全列車に装備して使用開始。
  - 7月20日 - 運賃改定。最低普通運賃40円[32]。
  - 9月6日 - 多摩川線単線自動化及びATS使用開始。
- 1975年（昭和50年）
  - 3月20日 - 池袋線入間市駅 - 仏子駅間で複線運転開始。
  - 4月1日 - 西武新宿駅に群管理式券売機導入。
  - 6月2日 - 新宿線西武新宿駅 - 本川越駅間で急行10両運転開始。
  - 6月16日 - 定期乗車券集約発売開始。
  - 11月26日 - 新宿線入曽駅 - 入間川駅（現：狭山市駅）間で複線運転開始。
  - 12月8日 - 西武新宿駅 - 拝島駅・多摩湖駅間急行10両運転開始。
  - 12月13日 - 運賃改定。最低普通運賃60円[32]。
- 1976年（昭和51年）
  - 3月1日 - 所沢駅 - JR新秋津駅間に貨物連絡設備が竣工。同時に池袋・国分寺両駅の貨物中継を新秋津駅に変更。特急レッドアローの毎時運転開始。
  - 12月1日 - 列車無線を安比奈線、山口線を除く全線で使用開始。
- 1977年（昭和52年）
  - 3月3日 - 西武新宿ビルオープン。
  - 4月1日 - 新宿線に西武初の界磁チョッパ制御車、4扉の2000系通勤電車が登場。2000系登場に従い、1980年頃に501系（2代目）とほぼ同時期に351系が本線系（新宿線系統・池袋線系統）からは運用終了。当時、3編成9両のみ多摩湖線のみ残る。
  - 12月19日 - 新宿線西武新宿駅 - 新所沢駅間準急10両運転開始。小平駅 - 多摩湖駅間折り返し運転開始。
- 1978年（昭和53年）
  - 2月15日 - 保有車両数800両突破。
  - 9月16日 - 中央電気司令所（現：中央電気指令）を所沢へ移転。
  - 10月 - 日本のプロ野球球団・クラウンライターライオンズを西武グループが買収し、西武ライオンズとなる。
  - 12月15日 - 西武武蔵関ステーションビルオープン。
- 1979年（昭和54年）
  - 1月8日 - 運賃改定。最低普通運賃70円[32]。
  - 3月15日 - 変電所集中制御システムにコンピュータ導入。
  - 4月27日 - 西武狭山ステーションビルオープン。
  - 12月7日 - 拝島線萩山駅 - 小川駅間で複線運転開始。
- 1970年代中盤頃 - 正確な時期は不明だが、2009年8月31日までの長期間使用されたドアステッカーが掲示されるようになる。客用ドアの窓ガラスの真ん中に外側から貼られており、「開くドアーにご注意」「手を引きこまれないように [西武鉄道]」と注意書きが書かれている。真ん中に黄色い（晩年はオレンジも）手を模したものが描かれ、下部には広告があるもの。厳密には前述した注意書きの文字の書体が1992年、1998年に変更されており、初代文字が石井ゴシック、1998年以降の文字はモリサワ新ゴである。
- 1980年（昭和55年）
  - 3月12日 - 新宿線南大塚駅 - 脇田信号場間で複線運転開始。
  - 3月17日 - 従来は「普通」「急行」「準急」のみであった種別が、新宿線で「快速急行」（当時は行楽急行として休日のみ運転）を、池袋線で「準急」「快速急行」のほか「通勤準急」「快速」「通勤急行」を運行開始。
  - 3月28日 - 駅設備初のエレベータが新所沢駅で使用開始。
  - 6月16日 - 構内無線・乗務員無線使用開始。
  - 7月17日 - 拝島線東大和市駅立体交差化工事完成。
  - 12月25日 - 踏切支障報知装置使用開始。当時の注意書きには「非常の際は電車がもどらなくなるまでこのボタンを押してください 非常時以外にボタンを押すと処罰されます」と書かれていた。
- 1981年（昭和56年）5月6日 - 運賃改定。最低普通運賃80円[32]。
- 1982年（昭和57年）
  - 4月1日 - 西武新宿駅に自動進路制御装置 (PRC) を導入して使用開始。
  - 6月26日 - 運転指令を所沢に移転。
  - 9月13日 - 遊園地前 - 西武遊園地間に地方鉄道免許。
  - 10月 - 「西武ライオンズ '82パリーグ優勝記念乗車券」発売。
  - 10月28日 - 西武田無ステーションビルオープン。
  - 11月 - 「西武ライオンズ '82日本シリーズ優勝記念乗車券」発売。
- 1983年（昭和58年）
  - 10月 - 「西武ライオンズ '83パリーグV2優勝記念乗車券」発売。
  - 10月1日 - 西武有楽町線新桜台駅 - 小竹向原駅間開業。
  - 11月 - 「西武ライオンズ '83日本シリーズV2優勝記念乗車券」発売。
  - 11月10日 - 保有車両数900両突破。
  - 11月27日 - 池袋線に西武最後の3ドア・ツートンカラーの3000系通勤電車登場。
  - 12月1日 - 拝島線武蔵砂川駅 - 西武立川駅間で複線運転開始。
  - 12月12日 - 拝島線武蔵砂川駅開業。
  - 801系の新性能化・黄色塗装化完了をもって、801系・701系電車の新性能・全黄色塗装化終了。
- 1984年（昭和59年）
  - 1月25日 - 運賃改定。最低普通運賃90円[32]。
  - 5月14日 - 案内軌条式鉄道への改良のため、山口線営業休止。
- 1985年（昭和60年）
  - この頃までに本線（新宿線・池袋線）からは赤電が引退、運行終了（当時、多摩湖線・多摩川線のみ残る）。山口線が新交通システムとして再開業し、おとぎ線時代に開業した一部区間が廃止。
  - 4月25日 - 国鉄（現・JR東日本）中央線方面からの野球開催時の利便向上のため、山口線新交通システム開業と同時に野球開催日のみ多摩湖線で臨時の「準急」が運行開始。
  - 6月1日 - ATS更新（多摩川線を除く）。停車場を除き出発信号機が進行定位になる。ホーム自動放送変更、声優も交代（声優不明）。
- 1986年（昭和61年）
  - 3月23日 - 新宿線田無駅構内にて列車追突事故が発生。この事故で200名余の負傷者が出て、損傷の激しかった8両が廃車。この事故はブレーキシューに雪が挟まったことが原因と判明し、その対策として全形式に耐雪ブレーキが装備された。
  - 8月5日 - 本社を東京都豊島区南池袋（池袋旧本社ビル）から埼玉県所沢市（現在地・同年11月2日の地番変更により現住所）に移転[30]。
  - 10月 - 「西武ライオンズ '86パリーグ優勝記念乗車券」発売。
  - 11月 - 「西武ライオンズ '86日本シリーズ優勝記念乗車券」発売。
- 1987年（昭和62年）
  - 3月5日 - 拝島線西小川信号所使用開始。
  - 3月9日 - 小川変電所使用開始。
  - 5月25日 - 航空公園駅開業。この航空公園駅より当駅次駅前駅の案内表示サイン類の更新開始。
  - 8月1日 - レッドアローの1編成6両中、3両が禁煙車化、列車公衆電話も設置。
  - 10月 - 「西武ライオンズ '87パリーグV2優勝記念乗車券」発売。
  - 11月 - 「西武ライオンズ '87日本シリーズV2優勝記念乗車券」発売。
  - 11月20日 - CTC区間を高麗駅 - 西武秩父駅間に変更。
  - 12月10日 - 池袋線石神井公園駅 - 富士見台駅間立体交差化工事完成。
- 1988年（昭和63年）
  - 黄色い電車（701系・801系・401系・旧101系）の初の廃車開始。多摩川線最後の赤電571系の廃車をもって多摩川線からも赤電が消滅する。
  - 701系・801系・401系・旧101系の置き換えとして新宿線に新2000系通勤車登場。
  - 4月1日 - プリペイドカードのレオカード発売開始。レオカードに対応した平成初代券売機登場。
  - 4月27日 - 池袋線東飯能駅 - 高麗駅間一部高架竣工。
  - 5月12日 - 誤通過防止装置使用開始。
  - 5月18日 - 運賃改定。最低普通運賃90円[32]。
  - 6月1日 - 弱冷房車登場。
  - 10月 - 「西武ライオンズ '88パリーグV3優勝記念乗車券」発売。
  - 11月2日 - 拝島線東大和市駅 - 玉川上水駅間で複線運転開始。
  - 11月4日 - 2扉セミクロスシートの4000系近郊型車登場。池袋線・新宿線の最高速度を105 km/hに引き上げ。
  - 11月 - 「西武ライオンズ '88日本シリーズV3優勝記念乗車券」発売。
  - 11月16日 - 池袋線武蔵丘信号所（現：武蔵丘信号場）開設。
- 1989年（平成元年）
  - 3月16日 - 駅管区制の導入。
  - 3月23日 - 保有車両数1000両突破。記念乗車券発売。
  - 3月31日 - 所沢、萩山鉄道電話局、デジタル電子交換機導入。
  - 4月1日 - 消費税導入に伴う運賃改定、最低普通運賃90円[32]。秩父鉄道への直通運転開始（飯能駅 - 三峰口駅・野上駅）。「秩父鉄道直通運転開始記念乗車券」発売。
  - 12月14日 - 新宿線新狭山駅 - 南大塚駅間で複線運転開始。
  - 12月15日 - 多摩川線ATS更新。
- 1990年（平成2年）
  - 6月30日 - 西武最後の赤電だった351系が最後の走行路線・多摩湖線でも運用終了・形式消滅。同時に全車両の冷房化・高性能化を達成。いわゆる「黄色い電車」に全車両統一（当時、101系・301系と3000系のみ黄色とベージュのツートン）。351系さよなら運転・イベントが行われた。「351系さよなら記念乗車券」を発売。
  - 制服を一新。
  - 9月16日 - 玉川上水車両管理支所（現：車両基地）開設。
  - 9月 - 「西武ライオンズ '90パリーグ優勝記念乗車券」発売。
  - 11月 - 「西武ライオンズ '90日本シリーズ優勝記念乗車券」発売。
- 1991年（平成3年）
  - 2月1日 - 清瀬第3号踏切立体交差化工事完成、使用開始。
  - 3月9日 - 自動改札機導入、豊島園駅から使用開始。
  - 3月15日 - 西武研修センター使用開始。
  - 3月16日 - 特急券のオンライン発券サービススタート。オンライン発券サービス開始に伴い、初代特急券券売機登場。
  - 3月29日 - 拝島線小川 - 西小川信号所間で複線運転開始。
  - 5月11日 - 新宿線鷺ノ宮駅北口駅ビルオープン。
  - 7月27日 - 新宿線狭山市駅 - 新狭山駅間で複線運転開始。
  - 9月5日 - 西武本川越ステーションビルオープン。
  - 9月 - 「西武ライオンズ '91パリーグV2優勝記念乗車券」発売。
  - 11月 - 「西武ライオンズ '91日本シリーズV2優勝記念乗車券」発売。
  - 11月20日 - 運賃改定。最低普通運賃110円[32]。
  - 12月12日 - 都営12号線（現：大江戸線）との連絡運輸開始。
- 1992年（平成4年）
  - 1月14日 - 変電所集中制御システム更新。
  - 3月15日 - 車いす用階段昇降機を練馬駅にて初導入。
  - 4月1日 - 当時の運行管理システムの老朽化に従い、西武鉄道全線で運行管理システムの更新を実施した (SEMTRAC)。新しいホーム自動放送の声優は新宿線・池袋線では主に上り線担当の女性声優は河本俊美、主に下り線担当の男性声優は中村健治。なお、従来は「まもなく○番ホームに電車がまいります。白線の内側でお待ちください または、白線の内側までお下がりください」としか言わなかったものが、この時から種別、行き先、両数、先着するか、途中の駅で優等種別に乗り換えれば早く着くかどうかもわかるように改善された。
  - 4月8日 - 所沢総合管理事務所使用開始。
  - 6月1日 - 池袋線から初の10両固定編成、6000系ステンレス通勤車登場。
  - 9月 - 「西武ライオンズ '92パリーグV3優勝記念乗車券」発売。
  - 10月23日 - 西武飯能ステーションビルがオープン。
  - 11月 - 「西武ライオンズ '92日本シリーズV3優勝記念乗車券」発売。
- 1993年（平成5年）
  - 2月10日 - 回数券発売対応マップ型平成2代目券売機登場（ただし、この2代目はレオカード非対応）。回数券を裏が白い非磁気券から裏が黒い完全磁気券化。
  - 5月12日 - 天皇・皇后、秩父行幸（池袋駅 - 西武秩父駅間乗車）
  - 12月6日 - 新宿線に「特急ニューレッドアロー」10000系登場[34]。新宿線に朝ラッシュ時の上りのみ、「快速」「通勤急行」運行開始。特急停車駅に入間市駅を追加。
  - 12月11日 - 101系の車体更新車・10両固定編成の9000系通勤電車登場。
  - 西武鉄道初のLEDによる行先・種別・発車時刻案内表示器を、この年から西武新宿駅、池袋駅、所沢駅から設置開始。1999年までにかけて主要駅（主に急行停車駅全駅と各駅停車のみ停車駅の一部）すべてに設置され、幕式などによる旧型行先・種別・発車時刻案内表示器を置き換えた。
- 1994年（平成6年）
  - 8月8日 - 新宿線にも6000系ステンレス通勤車登場。
  - 10月1日 - 池袋駅新特急ホーム使用開始。
  - 10月15日 - 池袋線にも「特急ニューレッドアロー」10000系登場。
  - 12月7日 - 西武有楽町線新桜台駅 - 練馬駅延伸、営業開始。練馬高野台駅開業と同時に「西武鉄道池袋線練馬高野台駅開業記念乗車券」発売。
  - 主要駅のみで発車メロディの使用を開始した（ - 1999年）。
  - レオカード対応平成3代目券売機登場（この券売機はSFレオカードにも対応）。
- 1995年（平成7年）
  - 9月1日 - 時差回数券、土・休日割引回数券発売開始。
  - 10月14日 - この日と15日に「特急レッドアロー」5000系さよなら運転実施。
- 1996年（平成8年）
  - 特急券の発売駅全駅で端末更新。2代目特急券券売機登場。特急券が全発売駅・全券売機で裏が白い非磁気券から裏が黒い磁気券に更新（旅行会社の一部は現在も非磁気券で発行）。
  - 3月28日 - 多摩湖線で運行管理システム (SEMTRAC) の使用開始。
  - 4月1日 - 多摩川線ワンマン運転開始。所沢駅 - 東横瀬駅間貨物輸送廃止。
  - 3月28日 - 野球シーズン時の臨時増発を若干縮小。この年より多摩湖線の野球開催日臨時「準急」が廃止され1985年以来11年ぶりに再び多摩湖線は種別が「普通」のみになり、それまで通過していた新宿線からの直通快速急行停車駅に八坂駅、武蔵大和駅を追加。4両のみ停車対応だったこの2駅が8両編成停車対応になる。
  - 5月25日 - E851形電気機関車さよなら運転実施。
  - 9月1日 - 運賃改定。最低普通運賃130円[32]。
  - 12月3日 - 池袋線に6000系アルミ通勤車登場。
  - 多摩川線・多摩湖線から701系・401系が運用終了。
- 1997年（平成9年）
  - 西武グループウェブサイト開設と同時に西武鉄道ウェブサイト開設。
  - 2月21日 - 701系・401系が運用終了・形式消滅。701系・401系さよなら運転を実施（701系1編成4両が西武新宿駅-西武球場前駅」間を事前に抽選で当選した乗客を乗せて臨時往復、401系2編成4両が池袋駅-西武球場前駅間を事前に抽選で当選した乗客の乗せて臨時往復した）。さよならイベントが西武球場前駅構内で行われた。
  - 3月7日 - 保有車両数1200両突破。
  - 4月1日 - 消費税率3%から5%への改定に伴う運賃改定。最低普通運賃130円[32]。
  - 4月26日 - 特急レッドアロー利用客1億人突破。
  - 8月2日 - 池袋線桜台駅 - 練馬駅間立体交差化工事完成。
  - 12月13日 - 池袋線中村橋駅 - 富士見台駅間立体交差化工事完成。
  - 12月28日 - 運賃改定。最低普通運賃140円[32]。
- 1998年（平成10年）
  - 3月26日 - 営団地下鉄（現・東京メトロ）有楽町線との相互直通運転開始。特急電車の停車駅を芦ヶ久保駅から横瀬駅に変更。
  - 3月 - 元加治駅 - 飯能駅間の複線区間を飯能方へ延伸、複線部分と単線部分の接続点を飯能駅構内とすることにより、笠縫信号場廃止。名目上、池袋駅 - 飯能駅間複線化（飯能駅構内に単線部分が残存）[35][36]。
  - 10月1日 - 西武・電車テレホンセンター開設。
  - 10月10日 - 「平成10年10月10日 10記念乗車券」発売。
  - 11月20日 - 多摩湖線（国分寺駅 - 萩山駅間）でワンマン運転開始。
- 1999年（平成11年）
  - 4月 - 田無駅の自動改札化をもって、多摩川線と武蔵横手駅 - 横瀬駅以外の全駅で自動改札化完了。
  - 6月1日 - 使用済乗車券再生資源活用開始。
  - 10月14日 - 「西武秩父線開通30周年記念入場券」発売。
  - 11月11日 - 「平成11年11月11日 1づくし記念乗車券」発売。
  - 1999年（平成11年）- 2000年（平成12年）までにかけて新宿線・池袋線の大半の駅で発車メロディの変更を実施した。車掌の手笛での発車の合図を廃止し（ワイヤレスマイク不具合によるメロディ再生不能の場合の、手笛合図による代用をのぞく）、多摩川線と池袋線・西武秩父線の一部（前者は東飯能駅 - 吾野駅間・後者は吾野駅 - 横瀬駅間）を除き各駅停車しか停まらない駅でも発車メロディが鳴るようになった。同時に約50種類前後あったメロディが全く違うメロディ6種類のものとなり（ただし、萩山・西武遊園地・西武秩父・武蔵境・白糸台・是政の各駅は例外）、メロディの後の男女声優の声による「電車が発車します、ご注意下さい」の案内が廃止。
- 2000年（平成12年）
  - 2月20日 - 新宿線に20000系通勤電車が登場。
  - 3月4日 - 「平成12年3月4日 春うらら1・2・3・4カウントアップ記念乗車券」発売。
  - この年から翌年にかけて、客室窓に注意書きステッカーが貼られた（2007年7月 - 8月に現行のデザインのものへ変更）。
  - 6月15日 - 所沢車両工場閉鎖、50年の歴史に幕を下ろす。
  - 6月16日 - 武蔵丘車両検修場開設。
  - 7月1日 - 使用済定期乗車券再資源活用開始。
  - 10月1日 - 「SFレオカード」発売開始。
  - 10月14日 - 共通乗車カードシステムパスネット導入。パスネット導入に従い、1988年導入のレオカードのみ対応平成初代券売機、多摩川線以外の本線系全駅でマップ形の2代目と通常の3代目に交換終了。
  - 12月22日 - 武蔵丘車両検修場がISO14001を取得。
- 2001年（平成13年）
  - 3月4日 - 池袋線練馬駅 - 中村橋駅間立体交差化工事完成（逆立体化）。
  - 4月1日 - すべての自動改札機がカードの二枚重ね対応完了。ペットの車内への持ち込み無料化。フェアスルーシステム（不正乗車防止システム）導入。
  - 12月6日 - 池袋線飯能駅構内の単線部分を複線化、池袋駅 - 飯能駅間で（完全）複線運転開始。
  - 12月15日 - ダイヤ改正で新宿線から朝ラッシュ時上りのみの「快速」廃止。池袋線から朝のラッシュ時上りのみの「通勤快速」、土休日の西武球場前駅 - 池袋駅間の不定期快速が廃止。中村橋駅 - 練馬高野台駅間高架複々線使用開始。
  - 踏切支障報知装置の注意書きをこの年、全箇所の踏切で更新。「非常の際は電車がもどらなくなるまでこのボタンを押してください 非常時以外にボタンを押すと処罰されます」から「非常の際はこのボタンを押してください」と短文へ改められた。
- 2002年（平成14年）
  - 2月28日 - 一般認定鉄道事業者として認定を受ける。
  - 3月6日 - 西武球場前駅改札を一部改装、駅務員による売店業務を開始。
  - 4月1日 - 日本民営鉄道協会に加入。ウェブサイト上での運行状況の提供を開始。運賃改定、最低普通運賃140円[32]。
  - 9月1日 - お忘れ物取扱システム導入。駅シェルパ開始。
- 2003年（平成15年）
  - 3月12日 - ダイヤ改正で池袋線から「区間準急」廃止。練馬駅 - 中村橋駅間高架複々線使用開始。飯能駅 - 西武秩父駅間ワンマン運転開始。芝桜の開花シーズンの4月下旬 - 5月上旬とイベント時、12月の秩父夜祭時以外は通常は飯能駅 - 西武秩父駅間の区間列車は原則として4000系4両ワンマン車のみの運行となる。
  - 6月2日 - 池袋線で列車情報装置使用開始。
  - 8月8日 - 旅行会社での特急券発売開始。
  - 9月 - 11月までにホームの自動放送が「白線の内側で…」から「黄色い線の内側で…」へ変更された。
  - 初代のレオカードのみ対応の初代券売機多摩川線からも撤去、全線から平成初代レオカード対応券売機消滅。
  - 平成4代目のPASMO対応タッチパネル式券売機が登場。西武鉄道初のタッチパネル導入になる。
- 2004年（平成16年）
  - 春に総会屋への利益供与問題、10月には有価証券報告書虚偽記載問題が相次いで浮上し、西武グループに君臨して来た堤義明（康次郎の三男）が会長を退任。株価は急落し、東証はペナルティとして、翌11月16日の取引終了後に監理ポストから整理ポストへ移動させ、1か月後の上場廃止を決定した。西武はジャスダックへの上場を表明していたが、上場申請が認められるかどうかは不透明であり、西武鉄道は経営上の岐路に立たされることになった。さらに、2005年（平成17年）3月3日に義明が証券取引法違反（有価証券報告書虚偽記載並びに内部者取引）容疑で逮捕されたため、国土交通省鉄道局は西武鉄道に対し処分を行ったが、「今回の逮捕は有価証券報告書虚偽記載問題によるものであり、鉄道事業の基本である安全運行に直接関わるものではない」として、厳重注意処分に留めた。
  - 1月13日 - 携帯電話の運行状況の検索サービスを開始。
  - 3月27日 - 車体広告電車運転開始（池袋線・新宿線）。
  - 5月24日 - 西武鉄道企業倫理規範制定。
  - 6月10日 - 新宿線で列車情報装置使用開始。
  - 7月26日 - 第1回企業倫理委員会開催。
  - 12月16日 - 企業倫理ホットライン開設。
  - 12月 - 西武最初の黄色電車だった（製造当初は西武イエローと西武ベージュのツートンカラー）旧101系が多摩川線以外の各線（ただし、西武有楽町・山口線は登場当初から走ったことがない）での運用終了。
- 2005年（平成17年）
  - 5月9日 - 池袋線・新宿線に女性専用車両導入。
  - 6月28日 - 執行役員制度導入。
  - 7月3日 - 1992年から使用していた運行管理システムを老朽化に伴い、池袋線系統で13年ぶりに更新した。それによるホーム自動放送の変更に伴い、声優が上りは豊田真由美、下りは鈴木盛久に交代した。
  - 10月31日 - 有楽町線直通電車に女性専用車両導入。
  - 11月9日 - 電源二重化工事完成（池袋駅 - 武蔵丘駅、西武新宿駅 - 本川越駅）。
- 2006年（平成18年）
  - この年から女性の駅員が採用されるようになる。
  - 2月1日 - 池袋駅、高田馬場駅、所沢駅にAEDを初設置。
  - 3月27日 - 西武グループの再編が行われ、西武鉄道は西武ホールディングスの子会社になる（持株会社方式）。西武グループ企業倫理規範が制定されるに伴い西武鉄道企業倫理規範が廃止される。グループビジョン策定。
  - 4月1日 - 西武鉄道お客さまセンター開設。
  - 4月27日 - 普通乗車券・特急券の払い戻し手数料が100円に統一された。
  - 9月24日 - 新宿線系統でも運行管理システムが14年ぶりに更新。前日にホーム自動放送の変更を実施。
  - 10月1日 - 特急レッドアローを完全禁煙車化。特急券の発売駅全駅で端末更新。3代目特急券券売機登場。
  - 11月11日 - 「小江戸川越鉄道開設111周年記念乗車券」発売。
- 2007年（平成19年）
  - 3月18日 - PASMO導入[37]。自動改札機のない多摩川線や西武秩父線（武蔵横手駅 - 横瀬駅間）などの駅にもICカード専用簡易改札機が設置された。それに伴い、本線系統での全駅更新に先駆け、多摩川線全駅で券売機が平成4代目のPASMO対応タッチパネル式自動券売機に置き換えられた。同日、JR東日本のSuicaと相互利用開始[37]。
  - 3月28日 - 天皇・皇后、川越行幸（西武新宿駅 - 本川越駅間往復乗車）
  - 4月1日 - 新シンボルマークの採用及び、コーポレートカラーの制定を発表[38] した。
  - 4月27日 - 早期地震警報システム導入。
  - 5月8日 - PASMO導入に合わせ、特急券のインターネット予約サービスを開始。
  - 5月14日 - 自社で初めてお客さま満足度調査「アンケート配布調査」を実施。
  - 6月21日 - 踏切安全ホットラインを導入。
  - 6月27日 - 遠隔放送装置を導入。放送範囲は、全駅一斉、複数駅指定、駅個別の3種類であり、駅構内のうち、上りホーム、下りホーム、コンコースの3エリアである。優先順位は、電車の発車メロディ、車掌とホーム係員のワイヤレスマイク放送、遠隔放送、電車の行先種別を案内する自動放送、の順である。
  - 7月27日 - 簡易筆談器を小竹向原駅を除く全駅に設置。
  - 8月16日 - 新宿線で約40年ぶりに女性車掌が登場し乗務開始。
  - 12月3日 - 吾野変電所、正丸変電所に環境配慮型蓄電装置の導入により、飯能駅 - 西武秩父駅間で、常時回生ブレーキ車の走行が可能になる。
  - 12月8日 - 「多摩川線開通90周年記念乗車券」発売。
  - 1987年の航空公園駅以来、20年ぶりに拝島駅より当駅次駅前駅の案内表示サイン類の更新開始。
- 2008年（平成20年）
  - 1月10日 - パスネット「SFレオカード」発売終了。
  - 3月9日 - 池袋線系統所属車を皮切りに新シンボルマークを車両に貼付。
  - 3月15日 - 初代レオカード使用終了。
  - 3月27日 - 18年ぶりに制服を一新（ただし、実際には1990年以来18年ぶりにもかかわらず、公式発表では20年ぶりとなっている）。
  - 4月26日 - 新宿線に30000系通勤車が登場。
  - 6月14日 - 東京地下鉄副都心線乗り入れ開始。新宿線で「拝島快速」運行開始。遅延証明書をウェブサイト上で発行開始。
  - 7月16日 - 新宿線で約60年ぶりに女性運転士が登場し。単独乗務開始。
  - 8月6日 - 固定編成の車両（3000系、9000系、6000系、20000系と30000系の一部の5車種が該当）のみ、車両内側ドアに点字案内を設置。
  - 11月22日 - 列車非常通報装置全駅（小竹向原駅を除く）に設置完了。
- 2009年（平成21年）
  - 2月 - プリンスホテルから埼玉西武ライオンズの株式譲渡を受け、子会社化。
  - 4月1日 - 小田急電鉄などと共に関東私鉄では初めてスルッとKANSAI協議会と提携し、この日より同協議会と連携して資材の共同購入を開始。
  - 4月6日 - 埼玉県内初で小手指駅、西武球場前駅、航空公園駅の3駅で駅の緑化に取り組む。
  - 12月14日 - 西武鉄道ウェブサイトをリニューアル。西武車両のウェブサイトが閉鎖。
- 2010年（平成22年）
  - 1月27日 - 同年3月6日からのダイヤ改正で西武ドームでの野球開催日の試合終了後、狭山線から池袋線に直通する臨時急行列車が運行されることが発表される。スポーツ新聞の記者が、これを埼玉西武ライオンズに雄星投手が入団したことによるものと推測したため、発表翌日のスポーツ新聞に「雄星ダイヤ」などと報じられた。
  - 3月28日 - E31形電気機関車さよなら運転実施。「E31形さよなら記念乗車券」発売。
  - 6月23日 - 同日に行われた株主総会により代表取締役社長が後藤高志から白山進に交代。後藤は取締役会長に就任。
  - 10月16日 - プロバスケットボール・bjリーグに所属する埼玉ブロンコスとオフィシャルスポンサー契約。
- 2011年（平成23年）
  - 7月4日 - 次世代認定マーク「くるみん」を取得。
  - 10月25日 - 「第10回屋上・壁面・特殊緑化技術コンクール」において、『都市緑化機構理事長賞／壁面・特殊緑化部門』を受賞。
- 2012年（平成24年）
  - 3月 - 窓口処理機更新に合わせ、新たに特急券発売機能が追加され23駅で使用。
  - 5月7日 - 西武鉄道が前身の武蔵野鉄道として設立して以来、「創立100周年」を迎える[39]。
  - 6月30日 - 新宿線の快速急行と拝島快速を廃止。
- 2013年（平成25年）
  - 3月16日 - 地下鉄副都心線を経由して東急東横線・横浜高速鉄道みなとみらい線と相互直通運転開始。
  - 3月23日 - Kitaca、manaca、TOICA、ICOCA、PiTaPa、nimoca、はやかけん、SUGOCAが交通系ICカード全国相互利用開始により利用可能になる。
  - 6月9日 - 特急電車向けに、チケットレスサービス「Smooz」が開始。
- 2014年（平成26年）4月1日 - 消費税率5%から8%への改定に伴う運賃改定。運賃がICカード利用（1円単位）と切符購入（10円単位）に分けて制定され、最低普通運賃はそれぞれ144円、150円[32]。
- 2015年（平成27年）
  - 3月14日 - 台湾鉄路管理局との包括的事業連携に関する友好協定を締結[40]。
  - 10月1日 - Emio武蔵関（前・西武武蔵関ステーションビル）オープン。
- 2016年（平成28年）
  - 2月10日 - 休止中の安比奈線に整備する予定だった車両基地の計画の廃止を発表。安比奈線も廃止が決定され[41][42]、翌2017年5月31日をもって廃止となる[43]。
  - 4月17日 - 観光列車「旅するレストラン 52席の至福」運転開始[44][45]。
- 2017年（平成29年）3月25日 - 池袋線に40000系通勤車が登場し、S-TRAINが運行開始[46]。
- 2018年（平成30年）3月10日 - 新宿線・拝島線西武新宿駅 - 拝島駅間にて拝島ライナーが運行開始。車両は40000系を使用。
- 2019年（4月までは平成31年、5月以降は令和元年）
  - 1月28日 - 池袋駅前に建設中の複合ビル「ダイヤゲート池袋」（2月28日竣工[47]）に、災害時の帰宅困難者を収容する協定を豊島区と締結[48]。
  - 3月16日 - 26年ぶりとなる新型特急車両「Laview」001系の運行を開始[49][50][51]。
  - 12月1日 - 74言語対応の人工知能 (AI) 通訳機「ポケトーク」を91駅と特急車内に導入[52]。
- 2020年（令和2年）
  - 6月5日 - 特急車両「Laview」001系がブルーリボン賞を受賞。
  - 8月31日 - 子会社である株式会社豊島園が運営する「としまえん」が閉園。
- 2021年（令和3年）
  - 3月13日 - 西武園ゆうえんちのリニューアルオープン（5月）に先駆け、遊園地西駅を西武園ゆうえんち駅に、西武遊園地駅を多摩湖駅に駅名を変更。
  - 7月1日 - 多摩川線で「西武多摩川線サイクルトレイン」を実証実験として開始。10月1日から本実施に移行[53]。
- 2022年（令和4年）
  - 6月20日 - 多摩川線が全線開通100周年を迎える。
  - 7月11日 - 乗車ポイントサービスを開始[54]。
  - 9月17日 - 秩父鉄道直通の臨時夜行急行「奥武蔵51号」が運行される[55]。
- 2023年（令和5年）
  - 1月 - 多摩川線において、無線式列車制御（CBTC）システムでの実証実験に向けた準備工事に着手[56]。
  - 3月18日 - 運賃改定。鉄道駅バリアフリー料金の収受開始[57]。
  - 3月21日 - 池袋線・西武秩父線にてサイクルトレインの定期実施が開始[58]。
  - 4月25日 - 「ワーナーブラザース スタジオツアー東京 ‐ メイキング・オブ・ハリー・ポッター」のオープン（6月）に向け、豊島園駅の新駅舎が使用開始、池袋駅のリニューアルが完成[59]。
  - 6月2日 - 無記名式PASMOカードの発売を一時中止。（2025年3月1日発売再開[60]）
  - 7月1日 - 特急料金と座席指定料金を改定[61]。
  - 8月2日 - 記名式PASMOカードの発売を一時中止。（2024年9月1日発売再開[62]）
  - 9月26日 - 東急電鉄と小田急電鉄から省エネ性能の高い中古車両「サステナ車両」を譲受すると発表[63]。
- 2024年（令和6年）
  - 3月29日 - 西武線でクレジットカードなどによるタッチ決済乗車サービスを導入すると発表[64]。
  - 9月1日 - 記名式PASMOカードの発売を再開[62]。
  - 12月16日 - 西武線でクレジットカードなどによるタッチ決済乗車サービスを開始[65][66]。対象駅はターミナル駅、観光地周辺を中心とした21駅、対象ブランドは、Visa、JCB、American Express、Diners Club、Discover、銀聯で、Mastercardは順次追加予定としている[65]。
- 2025年（令和7年）
  - 3月1日 - 無記名式PASMOカードの発売を再開[60]。
  - 5月末（予定） - サステナ車両として初めて授受した車両である8000系8103編成の運行を開始[67]。

## 路線

路線図（クリックで拡大）

現有路線の総延長・旅客営業キロは176.6 kmで日本の大手私鉄では6番目に長い営業キロを持つ（京成電鉄が新京成電鉄を吸収合併した2025年4月1日以降）。成立や運転系統により、池袋線系統（旧・武蔵野鉄道）と新宿線系統（旧・西武鉄道）におおむね大別できる。この池袋線と新宿線が西武鉄道の主要幹線であり、池袋駅が西武鉄道における最大のターミナル駅である。また、本線（池袋線・新宿線）系統から完全に独立した路線として多摩川線がある。
全線複線の路線は西武有楽町線のみで、他の路線は一部区間または全線が単線である。全線複線の路線が1路線しかないのは関東の大手私鉄では珍しい。また東京地下鉄とともに、政令指定都市に路線や駅が所在していない大手私鉄となっている。

### 営業中の路線
池袋線系統
-  池袋線：池袋駅 - 吾野駅 (57.8 km)
-  西武秩父線：吾野駅 - 西武秩父駅 (19.0 km)
-  西武有楽町線：練馬駅 - 小竹向原駅 (2.6 km)
-  豊島線：練馬駅 - 豊島園駅 (1.0 km)
-  狭山線：西所沢駅 - 西武球場前駅 (4.2 km)

新宿線系統
-  新宿線：西武新宿駅 - 本川越駅 (47.5 km)
-  拝島線：小平駅 - 拝島駅 (14.3 km)

多摩湖線系統
-  多摩湖線：国分寺駅 - 萩山駅 - 多摩湖駅 (9.2 km)

国分寺線系統
-  国分寺線：国分寺駅 - 東村山駅 (7.8 km)
-  西武園線：東村山駅 - 西武園駅 (2.4 km)

多摩川線系統
-  多摩川線：武蔵境駅 - 是政駅 (8.0 km)

山口線系統
-  山口線：多摩湖駅 - 西武球場前駅 (2.8 km) （新交通システム）

### 廃止路線
- 大宮線：川越久保町駅 - 大宮駅 (12.9 km) （軌道線〈路面電車〉）
- おとぎ線：遊園地前駅 - ユネスコ村駅 (3.7 km) （開業当時は遊戯施設扱い。後に山口線と改称し、地方鉄道法に基づく鉄道に転換。一部区間は上記新交通システムの山口線に転用）
- 安比奈線：南大塚駅 - 安比奈駅 (3.2 km) （貨物線。2017年5月末に廃止[43]）

### 譲渡路線
- 新宿線（西武軌道線）：後の都電杉並線。
- 水根貨物線：専用鉄道。元は東京都水道局小河内線。さらに奥多摩工業に譲渡。

### 未成路線
- 吾野村地内鋼索鉄道 0.8 km[68] : 武蔵野鉄道時代の1928年（昭和3年）に免許、事業中止により1930年（昭和5年）に免許が失効。
- 護国寺線（上り屋敷-護国寺） 2.1 km [69]：武蔵野鉄道時代に免許が失効。
- 青梅線（西所沢-青梅）17.9 km [69]
- 入間線（入間市-狭山市）2.8 km[69]
- 村山線（高田馬場-早稲田） 2.3 km[70]：村山線の当初計画。新宿駅乗り入れに計画変更。
- 新宿線（西武新宿-新宿） 0.4 km[70]：新宿線の新宿駅乗り入れ計画の残存区間。
- 村山線（上井草-吉祥寺） 2.9 km
- 村山線（東村山-箱根ヶ崎） 13.1 km [71]
- 立川線（新宿-立川） 26.6 km[69]
- 多摩川線（是政-東京競馬場） 1.0 km [69]
- 西武軌道線（荻窪-田無） 9.0 km
- 奥多摩湖ケーブル計画（湖畔-倉戸山頂上） 1.2 km [72]

### 構想路線
- 飯能短絡線（元加治駅-飯能駅間から東飯能駅への短絡線）：かつて運行されていた貨物列車や特急列車の一部、武蔵丘車両検修場や武蔵丘車両基地への回送電車が飯能駅での方向転換を避けるため構想されているが、貨物列車の廃止で方向転換を避ける意義が薄れたことなどから実現に至っていない。敷設用地は取得済み。
- 吉祥寺線（保谷-東伏見-吉祥寺）：構想のみで終わる。
- 西武秩父線（西武秩父駅から軽井沢方面までの延伸）：構想を続けているが実現に至っていない。
- 多摩ニュータウン線（多摩川線是政駅から多摩ニュータウン方面までの延伸）：多摩ニュータウン開発規制領域以外の土地が少なかった上、武蔵境駅で接続する国鉄（当時）中央線の混雑をさらに助長するとの判断から鉄道敷設免許申請が取り下げられたため[73]、構想のみで終わる。

### 他社乗り入れ路線

#### 実施中の乗り入れ
- 池袋線（飯能駅まで）・西武有楽町線⇔東京地下鉄有楽町線（有楽町、新木場方面）
- 西武秩父線（土休日のみ）・池袋線・西武有楽町線⇔東京地下鉄副都心線・東急東横線経由⇔みなとみらい線（新宿三丁目、渋谷、横浜、元町・中華街方面）
- 池袋線（飯能駅まで、土休日のみ）・西武秩父線⇔秩父鉄道（三峰口方面、長瀞方面）

### 開かずの踏切対策

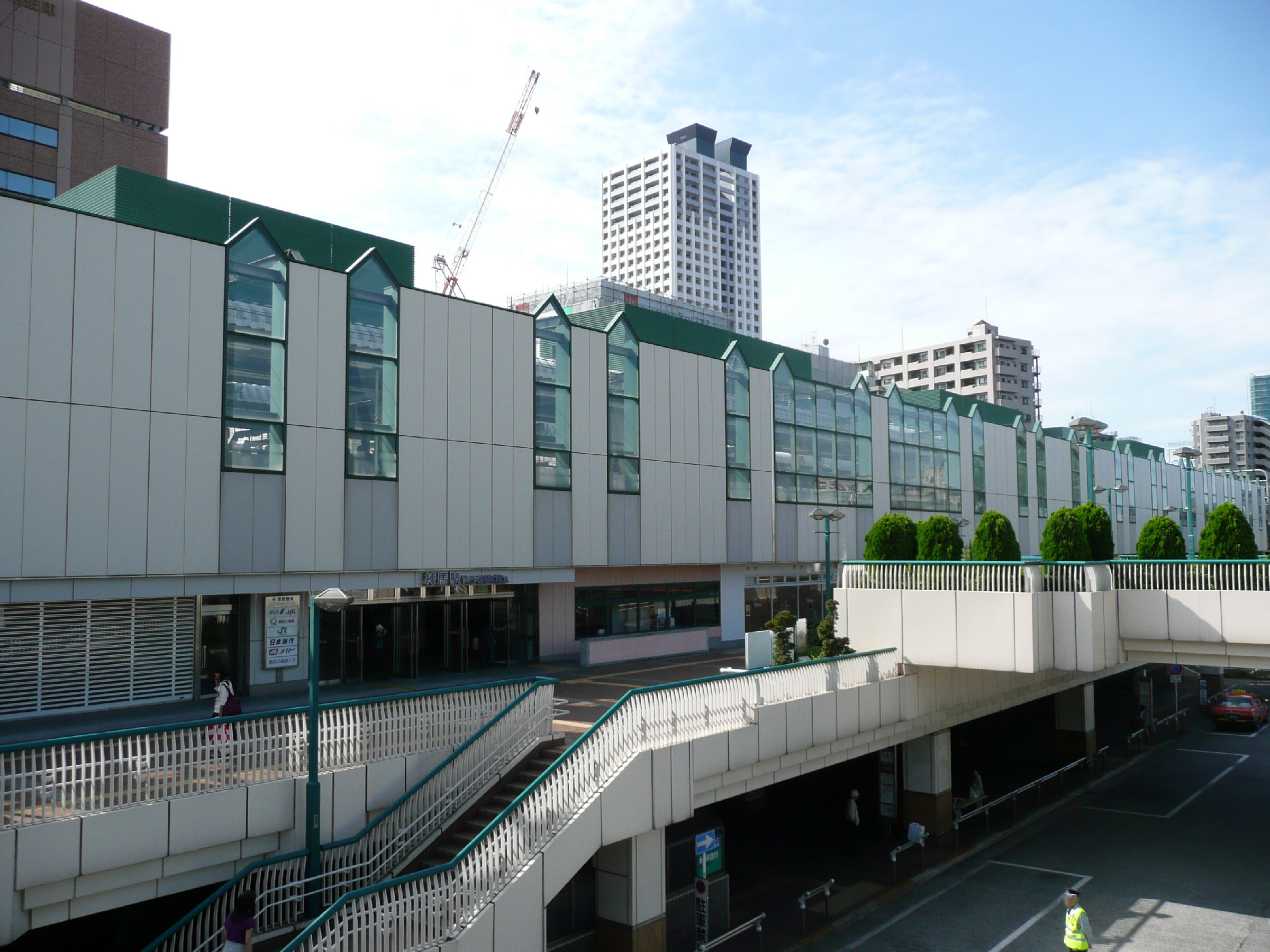
高架化された池袋線練馬駅

池袋線と新宿線には、未だに開かずの踏切が点在しており、地方公共団体が主体で立体交差化に取り組んでいる。
池袋線は、2015年1月25日に桜台駅 - 大泉学園駅付近までの高架化が完了した。
新宿線は、2025年現在、中井駅 - 野方駅間の地下化と井荻駅 - 西武柳沢駅間並びに東村山駅付近の高架化による立体交差化工事を実施している。

### 保安装置
西武鉄道の路線では西武有楽町線をのぞく全線でATSを使用している。このうち、新交通システムの山口線をのぞく全線では高周波連続誘導車上速度照査式ATSを、山口線では点制御による多情報変周式ATSをそれぞれ採用している。西武有楽町線では西武線で唯一のATCを採用している。
山口線と西武有楽町線をのぞく全線で使用されている高周波連続誘導車上速度照査式ATSは、他のATSや初期型のATCよりも高性能な保安装置である。AF軌道回路を用いたATSは西武鉄道のほかに阪神電気鉄道・阪急電鉄・山陽電気鉄道・相模鉄道（現在は地上子を使用する点制御によるATS-Pに移行して廃止）・西日本鉄道で採用例があるが、西武鉄道ではパターン式となっている。過去に西武線ではAM系自動空気ブレーキ車や貨物列車が走行していたことから、ブレーキ性能別に制御する必要があるためATS作動時には非常ブレーキがかかる。制限速度以下になると自動的に緩解する。分岐上では軌道によって信号を送ることができないため、ループコイルを使用している。JR福知山線の脱線事故を受けて、急な曲線、分岐器（ポイント）箇所等の制限速度に対しても、列車を自動的に減速、または停止させる機能を追加した装置への更新を行い、2010年6月に完了した。
西武有楽町線で使用しているATCは、レールに設けられた軌道回路に先行列車の位置及び進路の条件に応じて作成されたATC信号（速度信号）を流し、車内では列車の許容最高速度を示す信号を連続して現示、その信号現示に従って列車の速度を自動的に制御する方式である。かつて乗り入れ先の有楽町線を含めた営団および後身の東京地下鉄各線や国鉄および後身のJR東日本常磐緩行線で使われていたCS-ATC（JR名称：ATC-4型）とほぼ同じものであるが、東京地下鉄では副都心線に新CS-ATCを採用し、有楽町線でも西武有楽町線と同一のATCから新CS-ATCへと変更されている。西武有楽町線は全駅の出発信号機が停止定位であり、このATCにより駅停車時に段階的に減速する。

## 自動放送

### 駅自動放送
2005年に更新された新型自動放送は、担当声優は上りが豊田真由美・下りが鈴木盛久が担当しているが、多摩川線・山口線では異なる。
池袋線系では2023年から、新宿線系では2024年から、接近時の英語放送や優等列車の停車駅案内、遅延情報の案内などが追加された。

### 発車メロディ
西武鉄道では一部の駅をのぞいて独自の発車メロディを使用している。1994年2月に使用を開始し、最盛期には50種類が存在していた。駅・ホームごとに異なっていて当初は主要駅にしか導入されていなかったが、その後は各駅停車のみが停車する駅にも導入されている。しかし、種類は6種類まで絞り込まれている。私鉄の中では京阪電気鉄道や阪神電気鉄道などと並んで発車メロディの採用は早かった。一部駅では旧オリジナル発車メロディを現在も引き続き使用している。ご当地発車メロディとしてご当地ソングを採用した駅が多くあり、高田馬場駅は「マルコメCMソング」、上井草駅は「翔べ! ガンダム」、椎名町駅は『怪物くん』（1968 - 1969年）主題歌「おれは怪物くんだ」、大泉学園駅は『銀河鉄道999』映画版主題歌「銀河鉄道999」、西所沢駅（1・2番ホーム）は「吠えろライオンズ」、下山口駅（1・2番ホーム）は、「若き獅子たち」、西武球場前駅（1 - 6番ホーム）は「地平を駈ける獅子を見た」、西武秩父駅では「旅立ちの日に」、狭山市駅は「七夕さま」、入間市駅は「茶つみ」、本川越駅は「愛の季節」、東村山駅（国分寺線ホーム）は「東村山音頭」、練馬高野台駅は「きれいな川」、「たのしい場所」 、所沢駅は「さんぽ」（1・2番ホーム）と「となりのトトロ」（3 - 5番ホーム）が採用されている。
2022年3月時点で、池袋線内の駅は原則として下りはシャープ系、上りはフラット系の音響で統一されている。

### 車内自動放送
車内自動放送は、1992年登場の6000系から搭載が始まり、同年以降に製造された新型車両と、2006年度以降に更新された2000系（2031Fが初）・新101系のワンマン仕様車に搭載されている。車内自動放送は本線通勤車用・特急車用・山口線用・多摩湖線用・多摩川線用の5種類が存在する。2008年の東京地下鉄副都心線開業・相互直通開始に伴い更新され、これまで日本語のみだったが、英語放送も追加された。
日本語の声優は1992年当初から石毛美奈子 が（ただし、1985年 - 2003年までのレオライナー8500系車両および2008年以前の多摩川線はのぞく）、英語の声優は初の英語車内放送採用の2008年からクリステル・チアリが担当している。更新前の自動放送と比べ日本語はかなり簡略化されたが、これは車掌の肉声によってわかりやすい情報を提供するためだとしている。

## ダイヤ
西武鉄道には平行ダイヤ区間（複々線でのダイヤ構成）が池袋線のごく一部にしかないため、ラッシュ時のダイヤは非常に複雑に、そして巧みに構成されている。特に池袋線ではその特徴がよく表れていて、全国でも珍しい千鳥停車が行われている。これは種別・行き先を問わず、どの電車も乗車率を平均的にするために行われる複雑なダイヤとなっている。しかし、千鳥停車は平日ラッシュ時のみで、ラッシュ時は毎日の通勤や通学で慣れた人がほとんどであり、混乱は無かった。さらに千鳥停車を行うことにより、優等列車が停車する駅での渋滞が少なくなるため、複線のみの時代でもラッシュ時間帯では複線のみの路線では日本の私鉄最大の1時間に29本もの運転本数を確保し、輸送力増強に大きく貢献した。後述するように、2018年春より種別数は10種別体制になっている。新宿線でもかつて千鳥停車を実施していたが、現在は廃止された。

### 列車種別
西武鉄道では、2018年3月10日現在、以下の種別の列車を運行している（各駅停車のみ運行する多摩川線・国分寺線・山口線・西武園線・豊島線を除く）。
運行している列車種別数は10種別で、これは日本での列車種別数では京阪電気鉄道と並んで大手私鉄最多である。なお、区間準急が設定されていた1998年から2001年までの間は、当時の大手私鉄では最大の10種別（現行の列車種別に区間準急と同じく廃止された通勤快速との合計）が設定され、また2008年6月から2012年6月までの間は、廃止された拝島快速を加えた9種別が同時に設定されていた。
■ 特急 (Limited Express)
有料の全席座席指定制の特急列車を1969年から運行しており、運行系統・形態に応じた下記の列車名が付けられている。詳しくは各列車記事を参照のこと。
「ちちぶ号」
池袋線・西武秩父線経由で池袋駅・所沢駅 - 西武秩父駅間を運行。
「むさし号」
池袋線の池袋駅 - 飯能駅間を運行。
「小江戸号」
新宿線の西武新宿駅 - 本川越駅間を運行。
「ドーム号」
池袋線・狭山線経由で池袋駅 - 西武球場前駅間を運行する臨時特急。野球開催時や「国際バラとガーデニングショウ」開催時、一部コンサート開演時に運行。時刻表などではドーム号となっているものの、スタジアムエクスプレスと案内されることもしばしばある。ガーデニングショウ開催時は練馬駅にも停車していた。
□ S-TRAIN
池袋線・西武秩父線・西武有楽町線で運行。2017年3月25日のダイヤ改正により東京地下鉄有楽町線・副都心線・東急東横線・横浜高速鉄道みなとみらい線直通の有料座席指定列車として運行を開始した。土休日は西武秩父駅 - 元町・中華街駅間、平日は小手指駅 - 豊洲駅間での運行である。

■ 拝島ライナー (Haijima Liner)
新宿線・拝島線で運行。2018年3月10日のダイヤ改正により有料座席指定列車として運行を開始した。下り拝島行のみ運転であり、小平駅から先の拝島線内は運賃のみで乗車できる。2023年3月18日より、上り西武新宿行も運転される。

■ 快速急行 (Rapid Express)
新宿線と池袋線（飯能駅以東）・西武有楽町線で運行。
池袋線では東京地下鉄有楽町線・副都心線・東急東横線・横浜高速鉄道みなとみらい線直通列車が主体だが、平日朝ラッシュ時に上り1本のみ飯能発池袋行の自社線内完結列車が存在する。地下鉄直通列車のみ、練馬駅にも停車する。また、地下鉄直通列車の一部は「Fライナー」の愛称名を付けて運転されている。野球開催時など臨時ダイヤ施行時には、一部の小手指駅行きを快速西武球場前駅行きへ変更するために、ひばりヶ丘駅始発小手指駅行きが運行される。
新宿線では、本川越までのアクセス性向上のため、2020年3月14日のダイヤ改正で設定。事実上、2012年の廃止から8年ぶりの復活となった。土休日の9・10時時台に下りのみ1本ずつの計2本が設定されたが、新型コロナウイルス感染症拡大による需要減の影響により、2022年3月のダイヤ改正で9時台の1本のみとなった。

■ 急行 (Express)
池袋線（飯能駅以東）・狭山線・新宿線・拝島線・多摩湖線（萩山駅 - 多摩湖駅間）で運行。多摩湖線では土休日のみの不定期運行である。また、狭山線では臨時ダイヤ時のみ運行であり、新宿線西武新宿駅発着の運行もある。

■ 通勤急行 (Commuter Express)
池袋線（飯能駅以東）と新宿線ともに平日朝ラッシュ時に上りのみ運行。池袋線では千鳥停車により、ひばりヶ丘駅を通過する一方で東久留米駅・保谷駅・大泉学園駅に停車するため、急行より停車駅が多い。
新宿線では逆に速達種別として、停車駅を狭山市駅・新所沢駅・所沢駅・東村山駅・田無駅・上石神井駅・鷺ノ宮駅・高田馬場駅と絞り込んでいる。

■ 快速 (Rapid)
池袋線（飯能駅以東）・狭山線・西武有楽町線で運行されており、東京地下鉄有楽町線・副都心線・東急東横線・横浜高速鉄道みなとみらい線直通列車も運行。狭山線では臨時ダイヤ時のみ運行。臨時ダイヤ施行時には、快速急行小手指駅行きを快速西武球場前駅行きへ変更する列車もある。

■ 通勤準急 (Commuter Semi Express)
池袋線小手指駅始発池袋行きを平日朝ラッシュ時に1本のみ運行。準急との違いは石神井公園駅を通過することである。

■ 準急 (Semi Express)
池袋線（飯能駅以東）・西武有楽町線・狭山線・新宿線・拝島線で運行。池袋線では西武有楽町線経由で東京地下鉄有楽町線・副都心線・東急東横線・横浜高速鉄道みなとみらい線直通列車も運行。狭山線は土休日ダイヤで上下各4本を運行。池袋線では、ラッシュ時間帯には東京地下鉄への直通列車において運行されており、日中には毎時2本が運行されている。
新宿線・拝島線では、朝夕時間帯などで補完的役割を果たす程度の本数の運行である。

■ 各停 (Local)
池袋線（飯能駅以東）では、東京地下鉄有楽町線・副都心線・東急東横線・横浜高速鉄道みなとみらい線直通列車を、池袋線（飯能駅以西）・西武秩父線では秩父鉄道直通列車を運行。
野球開催など臨時ダイヤ施行時には、新宿線本川越駅 - 狭山線西武球場前駅間の直通列車も運行。
2008年6月14日のダイヤ改正以前は、普通と称していた。

## 車両基地・工場・検修場

### 所有する車両基地・工場
- 武蔵丘車両検修場
- 小手指車両基地
- 武蔵丘車両基地
- 横瀬車両基地
- 上石神井車両基地
- 南入曽車両基地
- 玉川上水車両基地
- 白糸台車両基地
- 山口車両基地

### 過去の車両基地・工場
- 西武所沢車両工場
- 所沢車両管理所（貨物）
- 保谷車両管理所（現・保谷電留線）

### 車両の製造を委託した企業
（保線車両などを除く）
現有車両
- 日立製作所笠戸事業所
- 東急車輛製造
- 西武所沢車両工場（西武車両）
- 新潟鐵工所
- 川崎車両（川崎造船所・川崎車輛・ 川崎重工業車両カンパニー）

過去の車両
- 日本車輌製造
- 木南車輌製造
- 日本鉄道自動車工業（現・東洋工機）

### 留置線・留置場所
自社線内
- 池袋
- 練馬
- 石神井公園
- 保谷
- 清瀬
- 所沢（池袋線用）
- 西所沢（狭山線用）
- 狭山ヶ丘
- 飯能
- 高麗
- 横瀬
- 新所沢
- 小平
- 萩山（多摩湖線用）
- 田無
- 上石神井

他社線内
- 和光市
- 新木場
- 元住吉

## 運賃・乗車券

### 運賃
大人普通旅客運賃（小児半額・ICカード利用の場合は1円未満の端数切り捨て、切符利用の場合は10円未満の端数切り上げ）。鉄道駅バリアフリー料金制度による料金10円の加算を含む。2023年（令和5年）3月18日改定。
| キロ程  | 運賃（円） | 運賃（円） |
| キロ程  | IC         | 切符       |
| ------- | ---------- | ---------- |
| 1 - 4   | 157        | 160        |
| 5 - 8   | 188        | 190        |
| 9 - 12  | 220        | 220        |
| 13 - 16 | 252        | 260        |
| 17 - 20 | 282        | 290        |
| 21 - 24 | 314        | 320        |
| 25 - 28 | 356        | 360        |
| 29 - 32 | 387        | 390        |
| 33 - 36 | 419        | 420        |
| 37 - 40 | 450        | 450        |
| 41 - 44 | 481        | 490        |
| 45 - 48 | 513        | 520        |
| 49 - 52 | 544        | 550        |
| 53 - 56 | 576        | 580        |
| 57 - 60 | 618        | 620        |
| 61 - 64 | 649        | 650        |
| 65 - 68 | 692        | 700        |
| 69- 72  | 722        | 730        |
| 73 - 76 | 764        | 770        |
| 76 - 81 | 796        | 800        |

消費税率引き上げに伴う運賃改定を除き2002年以来運賃を据え置いてきたが、沿線の少子高齢化やコロナ禍の影響による利用者の減少、連続立体交差や老朽化した車両の更新（「サステナ車両」の導入を含む）を肇めとした設備投資の強化等を理由に、2026年3月に運賃改定を予定している。運賃改定申請に対し、2025年7月22日に「令和13年3月31日までの期限を設け、運賃改定後の令和8年度から3年間（令和10年度まで）の総収入と総括原価の実績を確認する」旨の条件を付して、運賃改定が国土交通大臣に認可されている。また同時に、大人運賃の半額としていた小児運賃を交通系ICを利用する場合は1乗車あたり50円の定額運賃、小児の通学定期は500円（1か月）とし、新たに小児全線フリー定期券を1000円（1か月）で発売することを予定している。

### 特急料金
- 小児半額・端数は10円単位で切り捨て。
- 池袋線系統と新宿線系統を乗り継いだ場合でも特急料金の通算はされず、所沢駅で打ち切りとなる。
- 2023年（令和5年）7月1日改定[92]。

| キロ程  | 料金（円） |
| ------- | ---------- |
| 1 - 18  | 400        |
| 19 - 35 | 500        |
| 36 - 60 | 600        |
| 61 -    | 900        |

### 往復乗車券

往復乗車券

西武ドームでの野球などイベント来場者の利便を図るため、西武鉄道各駅（多摩川線を除く）から西武球場前駅までの往復乗車券が設定されている。発売当日より2日間有効。

### 特殊連絡定期券
西武鉄道は1枚の通勤定期券で2つのルートを利用できる以下の特殊連絡定期券を発売し、乗客の需要喚起を促している。これらの定期券は都心側のターミナル駅の利用が可能で、途中接続駅での乗り継ぎも容易になる。当初は西武鉄道のみでの発売だった。
- 新宿線高田馬場駅・JR山手線新宿駅経由大久保駅・代々木駅方面の特殊連絡定期券「Oneだぶる♪」[注釈 9]。
  - 2009年（平成21年）3月14日発売開始。高田馬場駅経由の定期券でJR山手線高田馬場 - 新宿間と新宿線西武新宿 - 高田馬場間が利用できる。
  - 販売額は西武線発駅 - 西武新宿間の定期券運賃と高田馬場-JR線着駅間の定期券運賃との合算である。なお、通学定期での発売はしていない。
  - 2010年（平成22年）9月20日から10月25日まで同定期券および「だぶるーと」の所持者を対象にした「秋のネーミングキャンペーン」が実施され、この結果、同年12月13日に名称が「Oneだぶる♪」[注釈 10] に決定したことが発表された[93]。
- 西武有楽町線小竹向原駅・池袋線池袋駅経由雑司が谷駅・東池袋駅・新大塚駅方面の特殊連絡定期券「だぶるーと」
  - 2010年（平成22年）4月1日発売開始。練馬駅以西の西武線内の駅と東京地下鉄副都心線雑司が谷駅方面・東京地下鉄有楽町線東池袋駅方面・東京地下鉄丸ノ内線新大塚駅方面の駅間定期券で、池袋線練馬駅 - 池袋駅間と西武有楽町線練馬駅 - 小竹向原駅・東京地下鉄線小竹向原駅 - 池袋駅間が利用できる。
  - 販売額は西武線発駅-池袋間の定期券運賃と小竹向原-地下鉄線着駅間の定期券運賃に1か月定期の場合は1500円を足した金額である。なお、通学定期での販売はしていない。
  - 2010年1月19日から同年2月4日まで定期券の名称についてウェブ上で投票を受け付けて決定することになった。「ニコトク定期」「だぶるーと」「ツーウェイ・パス」「どっち?モ!」「どっちも定期」の5つが候補として示され、投票の結果、名称が「だぶるーと」に決定したと同年2月25日に発表された。

### 企画乗車券・割引乗車券

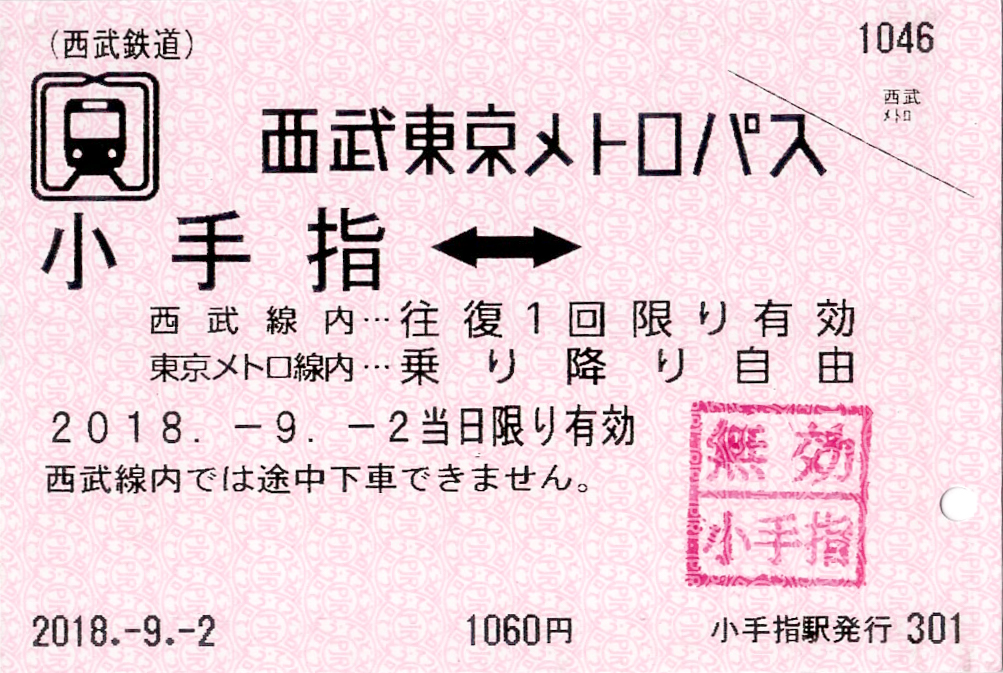
西武鉄道発行の西武東京メトロパス

西武鉄道は、沿線に秩父や川越といった有名観光地があり、観光客向けに「フリーきっぷ」を発売している。
いずれのきっぷも西武鉄道の駅員が配置されていない小竹向原駅と他の西武線の路線とつながっていない多摩川線の全駅では購入することができない。その他、一部の駅で購入できないきっぷがある。
通年商品のほか、季節商品やスタンプラリー等のイベントに合わせて西武線スタンプラリー1日フリーきっぷなどの企画商品が設定される。また毎年埼玉県民の日である11月14日にはその日のみ利用可能な埼玉県民の日記念1日フリーきっぷも発売される。
西武鉄道は、2003年に小田急電鉄と業務提携を結んでいることから、小田急線各駅で発売している各種フリーパスも発売している。この乗車券には西武線乗車駅から西武新宿線西武新宿駅までの往復乗車券が追加されている。
2013年3月16日からは、東急東横線・横浜高速鉄道みなとみらい線との相互直通運転開始に伴い、東横線・みなとみらい線で使用可能なフリーきっぷの取り扱いを開始した。
2023年3月18日発売分からは企画乗車券からも鉄道駅バリアフリー料金（大人は20円）を収受している（これに伴い「秩父フリーきっぷ」などは発売額変更）。
- 秩父漫遊きっぷ
- 秩父フリーきっぷ
2001年に「秩父1日フリーきっぷ」から変更・改称
- 長瀞おさんぽきっぷ
春・夏・秋・冬の期間限定発売。
- 小江戸・川越フリークーポン
- 川越アクセスきっぷ
- 西武東京メトロパス
2010年7月1日から発売。2010年6月30日までは山手線西側に発着する鉄道会社としては、京王電鉄と共に東京メトロ線内フリーの“○○東京メトロ”パスが発行されていなかった。
- 箱根フリーパス
- 江の島・鎌倉フリーパス
- 西武横浜ベイサイドきっぷ
西武線各駅から小竹向原駅・池袋駅・西武新宿駅（新宿三丁目駅乗換）までおよび東急東横線渋谷駅から横浜駅までの往復乗車券と東京地下鉄副都心線小竹向原駅 - 渋谷駅間および横浜高速鉄道みなとみらい線の一日乗車券がセットになったきっぷ。実質的には東急線で発売されている『みなとみらいチケット』の西武版である。東武東上線沿線では同様の商品として東上横浜ベイサイドきっぷが発売されている。
- 西武横濱中華街グルメきっぷ
- 西武東急線トライアングルチケット
西武線各駅から小竹向原駅・池袋駅・西武新宿駅（新宿三丁目駅乗換）までの往復乗車券と東京地下鉄副都心線小竹向原駅 - 渋谷駅間および東急線渋谷駅 - 自由が丘駅 - 二子玉川駅 - 渋谷駅間の一日乗車券がセットになったきっぷ。東京急行電鉄で発売されている『トライアングルチケット』の西武線発の商品。
- 西武線発 みさきまぐろきっぷ
京浜急行電鉄で発売している『みさきまぐろきっぷ』の西武線発の商品。

#### 訪日外国人向け
訪日外国人向けの企画乗車券を発売している。購入時に日本以外のパスポートの提示が必要となる。
- SEIBU 1Day Pass / SEIBU 2Day Pass
西武線全線（多摩川線を除く）で利用可能。
- SEIBU 1Day Pass + Nagatoro / SEIBU 2Day Pass + Nagatoro
西武線全線（多摩川線を除く）と秩父鉄道（三峰口駅 - 野上駅）で利用可能。
- 西武川越パス

#### 過去に発売していたきっぷ
- 秩父ミューズパークスポーツの森エンジョイきっぷ
- 奥多摩ハイキングフリーきっぷ
2012年3月30日をもって発売終了。
- グリーンロードフリーきっぷ
- 小江戸・川越特急パス
『川越アクセスきっぷ』の発売開始に伴い、2014年3月31日をもって発売終了。
- ドーム＆ゆうえんち割引きっぷ
2018年4月30日をもって発売終了。

シーズン限定の切符として以下の設定もあった。
- 沿線グルメ夏きっぷ
- 埼玉西武ライオンズプレイヤーズきっぷ
- 西武園ゆうえんちプールトクトクパス

## 設備

### 駅舎・ホーム

#### リニューアル

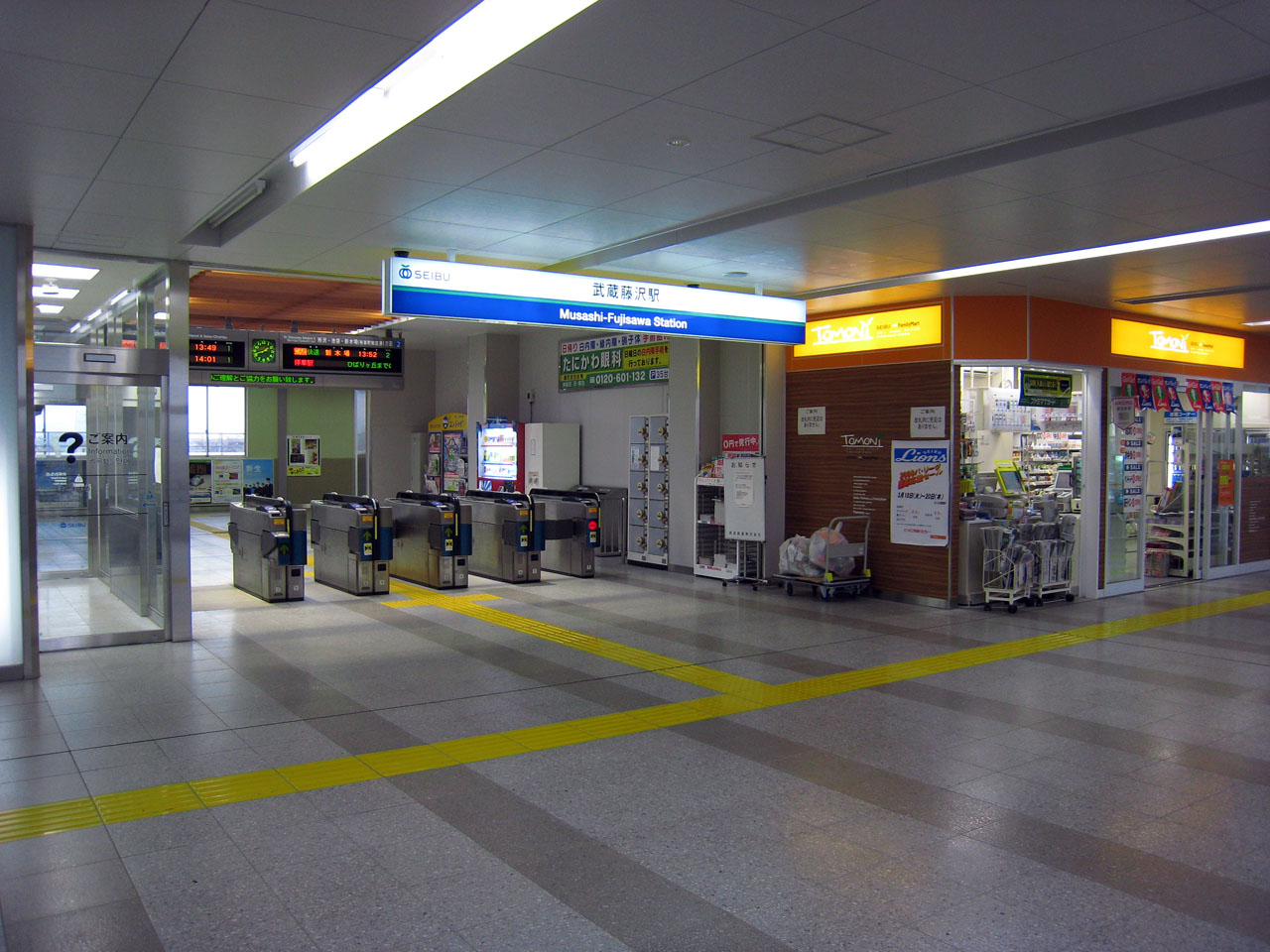
池袋線武蔵藤沢駅改札。右手にはTOMONY、左手にはお客様オープンカウンターがある。

2010年度までに全駅（営業線のみ）バリアフリー化を目標に掲げ、下記を含めるバリアフリー化事業を行っている。
1992年の高田馬場駅ホーム・駅舎改良工事の開始以降、駅のバリアフリー化工事や駅舎の橋上化・建て替え工事が活発に行われるようになった（小竹向原を除く。ただし、さらに遡ると1977年の現在の西武新宿駅の駅ビル（新宿プリンスホテルビル）完成時にきっぷ売り場と改札口の間の階段横にスロープが設置され、西武最初のバリアフリー化が行われている。このスロープは2007年に改めて改修された）。設備改良の主な内容の始まった駅とその年は次の通り。
- スロープなどの設置による段差の解消 - 1977年の西武新宿駅の一部から
- エレベーター設置 - 1987年開業の航空公園駅から
- エスカレーターの設置 - 1991年の本川越駅から
- 改札脇にお客様オープンカウンターの設置 - 2001年の所沢駅から
- 待合室の設置 - 2006年の新所沢駅から
- 多機能トイレの設置（だれでもトイレ）、ホーム屋根の大型化、案内表記の改修・追加、コンコースにLED式発車案内表示器の設置 - 1998年の高田馬場駅から
  - 発車案内表示器は、1980年3月のダイヤ改正より主要駅でホームのみに幕式（または反転式）によるものが設置されている。その後、1993年と2005年にそれぞれ当時最新のLED式に更新され、主要駅では2010年からフルカラーの表示に更新。さらに2012年には所沢駅の橋上駅舎内のコンコースのものがLCD式のものに更新されている。
  - 多機能トイレは使用後の臭いを抑えるため、芳香剤を置かなくても自然換気だけで広範囲の換気が出来るよう工夫されている。また、利用者にこのトイレの清潔感や明るさを感じてもらうため、照明配置を工夫して明るくしたり、造花や絵画を飾るなどの工夫がなされている。

近年では一日の利用客が5000人以下の駅でもバリアフリー化が実施されている。駅売店の改良も行われているが、2007年以降は駅ナカコンビニTOMONYに置き換える場合が多い。Emio（エミオ）などの駅ナカ商業施設の建設も進められ、利用者の充実性・利便性の向上も図られている。

#### 案内表記
ホームには2台以上の大型総合案内板が1987年より設置されている（一部駅を除く）。これには最上部に駅名標（LED式電灯付）、下部に西武鉄道路線図、停車駅ごあんない、時刻表、急行・準急・（普通→）各停それぞれの所要時間がまとめて入っている。その後、2008年より全てユニバーサルデザインのピクトグラムを併用し、さらに新コーポレートカラーに合わせたデザインとなっている。駅名標のみのものは、1987年の航空公園駅から使用している簡易的なものと2008年の新コーポレートカラーに合わせたデザインのものなど約5種類存在する。池袋線（一部駅を除く）は副都心線開業に合わせ、ホーム番号・方面を表記する看板を全て新しいものに交換し同一デザインとしている。他の駅でも駅設備の改良と共に交換をしている。しかし、池袋線では厚型であったが、その後他駅で設置されたものは薄型となり英語表記のほかに、韓国語・中国語の表記もされている。2012年以降は、駅ナンバリングが併記されたものへの取り替えや、案内板への駅ナンバリング貼り付けも順次行われている。1970年代に導入された旧ホーム番号表記看板が現在、鷺ノ宮駅・武蔵関駅・入曽駅・南大塚駅の一部・西武秩父線の一部駅に残っていたがこれも2010年代初期までに取り替えられた。

#### その他
西武鉄道では小竹向原駅を除く全駅に自動体外式除細動器 (AED) と列車非常通報装置、列車進入警報装置が設置されている。これらの設置は2008年度中に終了した。2007年には遠隔放送装置を導入し、総合司令室より全駅または指定駅への遠隔放送により正確な情報を迅速に伝達することが可能になった。また、「あなたの駅でも定期を」をモットーに、自動定期券発売機の設置を進めている（小竹向原を除く）。また、2009年10月頃より一部駅の自動定期発売機にクレジットカード対応とするためのシステム追加が行われている。
また、女性専用車に、小学生以下の子供を同伴する「男性保護者」の乗車も認めており、他社には見られない特徴である。

### 線路など
線路面では低騒音化や乗り心地の改善に力を注いでいる。1975年より乗り心地の良い線路のロングレール化が実施され、実施率は日本の私鉄一であった。分岐器（ポイント）での横揺れや騒音を軽減するため、普通分岐器から弾性分岐器への交換を進めている。1996年までF級電気機関車のE851形が走行していたこともあり線路の基礎は強固である。民家が隣接しているところには防音壁を設置し対策している。2000年頃から架線柱のビームを丈夫で寿命が長いパイプ式への交換が進んでいる。また一部であるが、弾性枕木直結軌道やバラストラダー軌道、饋電吊架式の架線などの採用も進めており省メンテナンス化にも取り組んでいる。

### 踏切
歩行者用・自動車通行可能な踏切共に全ての踏切で遮断機及び警報器が自動化されている。踏切の遮断機・警報器や起動装置などはほとんどが京三製作所製で、一部日本信号製の物が使われている。2008年度には自動車が通行可能な踏切242踏切に、踏切支障報知装置（非常ボタン）と踏切支障検知装置の設置を完了した。列車の運転士が運転中に踏切遮断機の作動を確認する線路脇に設置されている表示灯は、他社では見られない特殊なものとなっている。他社では電球色で「×」印の表示灯が一般的だが、西武鉄道では踏切の警報灯と同じ上下点滅式のLED表示灯となっている。2005年より比較的大きな踏切では道路と歩行者用通路を明確にし歩行者の安全を確保するため、歩行者用通路が緑色で塗りわけられている。なお、警報音は設置当初から数十年以上手鳴らしによる「カンカンカンカン」という西武独自の独特な音のものであったが、1990年頃より2世代前、1992年頃より1世代前のものへ変更が始まり、一時期現行のもの含めすべての警報音が使用された時期もあったが、2008年に1世代前（武蔵境第6踏切のみで使用）と現行の4代目の2つのみに統一された。なお、現在は駅列車接近警報装置の警報音としても使用されている。

## 乗務員

### 運転士
車両形式ごとの性能に統一性がなく、同形式でも性能が一部異なる編成もあるため、運転士は形式ごとに性能や操作、感覚を記憶しなければならない。西武鉄道係員養成所には、20000系と40000系の運転（車掌）シミュレーターがあり、定期的に運転士はそこで訓練を受ける。
東京メトロ等乗り入れ先では同条件でも開放している運転席背面の助手席側遮光幕は西武線内では早朝・夜間は閉めている。

### 車掌
車両の自動放送を簡略化し、車掌に直接わかりやすく通過駅や接続電車などの放送をさせるようにしている。電車の折り返し時や停車時間が長い駅では都度車掌が車内に入り車内温度を確認する。また、始発時や乗務員交代時には車内と乗務員室の仕切り扉や窓を開け、車内放送が適切な音量であるかを確かめている。

### 乗務員区所
保谷・小手指・飯能・上石神井・小平・新所沢の各駅に乗務所が併設されており、運転士と車掌が所属している。また、白糸台・萩山の各駅に併設された多摩川線管理所、多摩湖線管理所に運転士が所属しており、前者が多摩川線、後者が多摩湖線、山口線のワンマン運転を担当している。

## 一日平均乗降人員上位20駅
2020年度は 駅別乗降人員 ：西武鉄道Webサイト より。それ以外は 関東交通広告協議会、東京都統計年鑑、埼玉県統計年鑑 より。
は、右欄の乗降人員と比較して増()、減()を表す。
| 順位 | 駅名         | 路線名                        | 所在地           | 2020年度 | 2018年度 | 2015年度 | 2010年度 | 2005年度 | 2000年度 | 特記事項                                                  |
| ---- | ------------ | ----------------------------- | ---------------- | -------- | -------- | -------- | -------- | -------- | -------- | --------------------------------------------------------- |
| 1    | 池袋駅       | ■池袋線                       | 東京都豊島区     | 334,791  | 490,259  | 483,407  | 476,989  | 511,078  | 536,219  | 池袋線系統の駅として第1位。 （各社局線総合では世界第3位） |
| 2    | 高田馬場駅   | ■新宿線                       | 東京都新宿区     | 207,124  | 305,741  | 295,872  | 295,689  | 274,488  | 288,904  | 新宿線系統の駅として第1位。                               |
| 3    | 西武新宿駅   | ■新宿線                       | 東京都新宿区     | 121,462  | 184,573  | 175,357  | 173,328  | 195,171  | 201,444  |                                                           |
| 4    | 小竹向原駅   | ■西武有楽町線                 | 東京都練馬区     | 104,135  | 144,528  | 127,514  | 100,552  | 48,736   | 36,769   | 有楽町線、副都心線との直通人員を含む。                    |
| 5    | 練馬駅       | ■池袋線 ■西武有楽町線 ■豊島線 | 東京都練馬区     | 96,962   | 132,938  | 125,478  | 109,231  | 85,908   | 70,403   |                                                           |
| 6    | 国分寺駅     | ■国分寺線 ■多摩湖線           | 東京都国分寺市   | 83,466   | 120,121  | 118,392  | 114,779  | 116,629  | 114,876  |                                                           |
| 7    | 所沢駅       | ■新宿線 ■池袋線               | 埼玉県所沢市     | 78,002   | 104,984  | 97,662   | 94,827   | 91,815   | 87,558   |                                                           |
| 8    | 大泉学園駅   | ■池袋線                       | 東京都練馬区     | 64,601   | 88,104   | 85,597   | 83,002   | 79,342   | 75,570   | 他路線と接続しない単独駅として第1位。                     |
| 9    | 石神井公園駅 | ■池袋線                       | 東京都練馬区     | 61,897   | 82,558   | 77,693   | 69,515   | 66,679   | 65,157   |                                                           |
| 10   | 秋津駅       | ■池袋線                       | 東京都東村山市   | 60,087   | 81,556   | 79,774   | 76,177   | 71,126   | 65,951   |                                                           |
| 11   | 田無駅       | ■新宿線                       | 東京都西東京市   | 56,667   | 75,996   | 74,808   | 75,106   | 73,783   | 69,945   |                                                           |
| 12   | ひばりヶ丘駅 | ■池袋線                       | 東京都西東京市   | 55,311   | 73,607   | 69,024   | 67,591   | 66,033   | 65,247   |                                                           |
| 13   | 清瀬駅       | ■池袋線                       | 東京都清瀬市     | 51,992   | 70,760   | 68,834   | 68,945   | 70,658   | 68,837   |                                                           |
| 14   | 保谷駅       | ■池袋線                       | 東京都西東京市   | 47,517   | 63,043   | 60,058   | 55,545   | 52,954   | 52,643   |                                                           |
| 15   | 花小金井駅   | ■新宿線                       | 東京都小平市     | 42,843   | 59,223   | 55,538   | 52,242   | 51,189   | 52,944   |                                                           |
| 16   | 東久留米駅   | ■池袋線                       | 東京都東久留米市 | 41,462   | 55,076   | 53,984   | 52,275   | 49,205   | 47,264   |                                                           |
| 17   | 新所沢駅     | ■新宿線                       | 埼玉県所沢市     | 40,585   | 55,856   | 55,265   | 56,017   | 60,583   | 62,054   |                                                           |
| 18   | 本川越駅     | ■新宿線                       | 埼玉県川越市     | 37,498   | 53,880   | 49,266   | 47,680   | 47,492   | 47,939   |                                                           |
| 19   | 東村山駅     | ■新宿線 ■国分寺線 ■西武園線   | 東京都東村山市   | 37,081   | 49,488   | 47,569   | 45,786   | 42,996   | 41,509   |                                                           |
| 20   | 上石神井駅   | ■新宿線                       | 東京都練馬区     | 33,457   | 44,959   | 43,369   | 43,382   | 43,294   | 43,419   |                                                           |

池袋線系統は池袋駅が、新宿線系統は西武新宿駅と高田馬場駅が突出して乗降人員が多く、これらの3駅が西武鉄道のメインターミナルである。また、池袋線系統は小竹向原駅で東京メトロ有楽町線及び副都心線への相互直通運転を行っており、都心方面の利便性と冗長性を確保している。
池袋線系統の始発駅である池袋駅は、1990年代前半に一日平均乗降人員が65万人を越えていた時期があった。1997年度に都営地下鉄大江戸線が新宿駅まで延伸開業し、2008年度に東京メトロ副都心線が開業して直通運転を開始するなど、並行路線が開業したことで乗客の転移が進み、2009年度以降は50万人を下回っている。その一方で、池袋駅の手前にある乗換駅の小竹向原駅と練馬駅は乗降人員が増加し、2010年度以降は両駅とも10万人を上回っている。
新宿線系統の始発駅である西武新宿駅は、他路線に乗り換える際に不便な場所にあるため、乗り換えに適した隣駅の高田馬場駅よりも乗降人員が少ない。同線は地下鉄への相互直通運転を実施していないため、朝のラッシュ時は両駅で大量の降車客を捌いている。特に、高田馬場駅では降車時間の短縮と遅延防止を図るため、上り線に限り両側の扉を開けられる構造としている。
上位15位の中で大半を占めるのは池袋線の駅である。大泉学園駅は他路線と接続せず、急行以上の種別が通過する単独駅でありながら一日平均乗降人員が6万人を越えている。また同駅を含め、石神井公園駅から所沢駅までの各駅は、すべての駅で一日平均乗降人員が4万人を越えている。朝のラッシュ時に運転される通勤準急は石神井公園駅を、通勤急行はひばりヶ丘駅を通過する千鳥停車を行い、両駅に停車する快速急行及び急行に乗客が集中しないようにダイヤが組まれている。
一方で、新宿線の単独駅で一日平均乗降人員が5万人を越えているのは田無駅のみである。2006年度以前は新所沢駅も一日平均乗降人員が6万人を越えていた。

## 地球環境への配慮
西武鉄道では、グループビジョンのグループ宣言に、「常に、自然環境・地球環境への配慮を忘れません。」と掲げている通り、以下のような環境保全活動を行っている（以下は、大まかな例であり環境保全活動の極一部）。
2008年5月に鉄道会社としては初めてSEGES（シージェス）の認定を受けた森林「飯能・西武の森」を保有している。認定ランクは5段階評価中3段階目。認定を受けた会社としては最大級で、面積は約77ヘクタール。地域市民の憩いの場として、また自然体験を始めとする環境教育の場として使用されている。2008年9月より5ヵ年計画で整備をする。
2007年に電車から架線に戻された回生電力の貯蔵を行う「環境配慮型蓄電装置」を日本国内で初めて吾野変電所および正丸変電所に導入した。これにより電力使用量の削減につながった。また、変電所では2001年より整流器の冷媒を代替フロンから環境に影響のない純水に切り替えている。2008年より変電所で定期的に交換される蓄電池の再利用を行っていて、廃棄物の削減を図っている。
2005年度以降にリニューアルされた駅や建て替えを施行した駅の一部では、太陽光発電や風力発電システムを導入している。案内表示看板内の照明をLED化することで消費電力の大幅な削減を図っている。駅の構築でVOCの発生を抑えるため、鉄骨材の塗装をやめて溶融亜鉛めっきを取り入れている。また、信号踏切等の設備の塗装では低VOC塗装を使用している。2009年度から一部駅でホームや駅前ベンチの緑化が行われた。旧駅舎に使用されていた古レールを活用し、駅の案内表示の柱に使用している。
鉄道車両では、軽量化などによって消費電力の削減を図り、新型車両についてはこれが置き換える旧型車両に比べ約半分以下の消費電力となっている。また、車内や車体のリサイクル性を高めるため新型車両ではリサイクル可能な素材の採用などがなされている。冷房装置の冷媒を代替フロンに置き換えることによって、オゾン層破壊への影響を低減させている。また、使わなくなった一部車両を地方中小私鉄に譲渡して、解体にかかる環境負担を低減させると共に省資源化を図っている。廃棄物対策として、車両部品の非アスベスト化や電子機器プリント基板の非鉛化を図っている。
線路内の法面の緑化を行い環境保全と景観向上を図っている。また、一部社員を地域の清掃活動や自治体とタイアップした植栽ボランティア活動に定期的に参加させている。この活動により社員が環境に対する意識を高めてもらおうとしている。
武蔵横手駅の線路脇事業用地ではヤギ（雄のそらと雌のみどり、その2頭の子のだいち）の放牧による草刈りを2009年8月頃より試験的に開始している。これにより、従来社員が草刈り機を使用して行っていた草刈りを省くことができ、草刈り機の燃料費の削減、またこれに伴う環境負荷の低減につながることを期待している。
乗車券類のリサイクルを行い再資源化を図っている。また同じように電気関係工事で発生する銅屑、鉄屑などのリサイクルも行っている。
2009年4月には日本政府が進める地球温暖化防止プロジェクト「チーム・マイナス6%」に加盟している。
太陽光発電については駅併設分以外にも、西武鉄道グループとして太陽光発電所を9か所（2018年1月時点）運営・着工している。

## オリジナルキャラクター
西武鉄道では幾多のオリジナルキャラクターを駅や電車内で使用している。2004年頃から西武鉄道が保有する電車の各形式がキャラクター化されている。2007年度より「グットマナーをありがとうシリーズ」で各動物をキャラクター化している。同年度から西武鉄道が毎月1日に発行する「西武鉄道 かわら版」内のマナーを呼びかけをする欄で毎年度違うキャラクターを製作している。ちなみに2007年度はマナーかるたをテーマとして中学生の「たけしくん」、2008年度は小学生探偵の「サトローくん」、2009年度は学習型のマナーロボット「マナボットくん」であった。また、沿線祭りの宣伝ポスターで解説などをするキャラクターとして「まつりちゃん」がいる。
- サトローくん - 西武沿線に住む普通の小学生だが、駅や電車内で起こる（マナー）事件を次々と解決している。みんなにマナーの大切さを「さとって」ほしいと常に願っている。
- マナボットくん - 車内や駅を探検しながら数々のマナー違反を感じ取り、マナーを学びながら成長する学習型のロボット。
- マナビーちゃん - マナボットくんの妹。
- レイルくんとスマイルちゃん - 西武鉄道の駅員をモチーフにしたキャラクターで、2010年頃から駅の張り紙などに登場していた。当初はまだ名前が決まっておらず、2011年4月から5月にかけて名前の募集を実施し、同年6月に決定した名前を正式発表した[98]。

## 漫画・アニメ・ゲームとのコラボレーション

### 西武鉄道
1956年、練馬区に東映動画のスタジオ（現・東映アニメーション大泉スタジオ）が設立されて以来、練馬区・杉並区など西武沿線周辺にアニメ会社が集まり、日本のアニメ産業の中心地となった。
グループ再編後は、アニメーション作品、およびそれを活用した地域おこしとのタイアップや、アニメキャラクターを使用した自社企画、声優を起用した企画（始球式、アニラジやその公開収録など）を行っている。近年は、『モンスターストライク』や『白猫プロジェクト』など、ソーシャルゲームとのコラボレーションも度々実施している。
- 2007年
  - 西武鉄道各駅で「電撃文庫ムービーフェスティバル」映画公開記念QRコードラリーを実施[100]。
- 2008年
  - 大泉学園駅への『銀河鉄道999』の車掌像の設置[101]。
  - 上井草駅でのガンダム像の設置、発車メロディの『機動戦士ガンダム』主題歌「翔べ! ガンダム」への変更[102]。
  - 日本動画協会とのタイアップで子ども向け環境保護啓蒙広報紙「アニッコ」発行開始[103]。
- 2009年
  - アニメ映画「ホッタラケの島 〜遥と魔法の鏡〜」とのタイアップを実施[104]。
  - 大泉学園駅の発車メロディを「銀河鉄道999」へ変更[101]。
  - 3000系電車8両編成1本をラッピング車両「『銀河鉄道999』デザイン電車」に改装[105]。
  - 2月、トミーテックが展開する「鉄道むすめ Vol.7」において、西武鉄道初の鉄道むすめ「井草しいな」を発表[106]。9月には「鉄道むすめ Vol.9」において「神井みしゃ」を発表[107]。後述の「川越いぶき」と共に、フィギュア等の関連グッズが発売されている。
  - 豊島区立郷土資料館で10月24日から12月6日まで行われた「トキワ荘のヒーローたち 〜マンガにかけた青春〜」の広告ヘッドマーク付き電車を運行。使用車両は20000系20151F[108]。
- 2010年
  - マナーポスターに『ケロロ軍曹』のキャラクターを起用。オリジナルケロン人「スママ」を同作アニメ制作会社であるサンライズと共同で開発[109]。
- 2011年
  - アニメ『あの日見た花の名前を僕達はまだ知らない。』のラッピング電車を運行（20000系20152F）。9月23日には、同作ロケ地の最寄り駅である西武秩父駅や、池袋駅など複数の駅で記念切符を発売[110]。
  - シンエイ動画製作によるオリジナルアニメ『〜特命!沿線ご案内係〜「西武鉄道駅員タコちゃん」』をYouTube、GYAO!にて配信[111]。スカパー!・ケーブルテレビ向けの「テレ朝チャンネル」でも放映された。
  - ブシロードのトレーディングカードゲームとそれを原作にしたアニメ『カードファイト!! ヴァンガード』のスタンプラリーを実施。
- 2012年
  - 西武百貨店池袋本店で8月10日から8月22日まで行われたマクロスシリーズ30周年記念「ザ・マクロス原画展」にあわせて、「マクロス30周年」記念乗車券を販売[112]。
  - 「鉄道むすめPLUS+03」にて「川越いぶき」が登場[113]。
  - 『青の祓魔師 ―劇場版―』記念乗車券を、12月28日より池袋・西武新宿・所沢の3駅で合計3,000セット発売[114]。
- 2013年
  - テレビアニメ『ヤマノススメ』で、西武鉄道が協力参加。
  - スタジオジブリの映画作品『風立ちぬ』のスタンプラリーを実施[115]。
  - NHN PlayArtのスマートフォンアプリ『神様はじめました〜ドキドキあやかしLOVE〜』のプロモーションを実施[116]。
  - スマイルビジョンや駅内ポスターにて、オリジナルアニメ『ファンタジスタドール』の広告を実施[117]。公式でのコラボレーションではないが、西武新宿線田無駅周辺を舞台としたアニメ作品で、作中にも西武鉄道の車両が登場している。
  - 『劇場版 魔法少女まどか☆マギカ ［新編］ 叛逆の物語』の公開を記念して、東急電鉄と共同でモバイルラリーを実施[118]。
- 2014年妖怪ウォッチ ラッピング電車
（20000系20152編成）

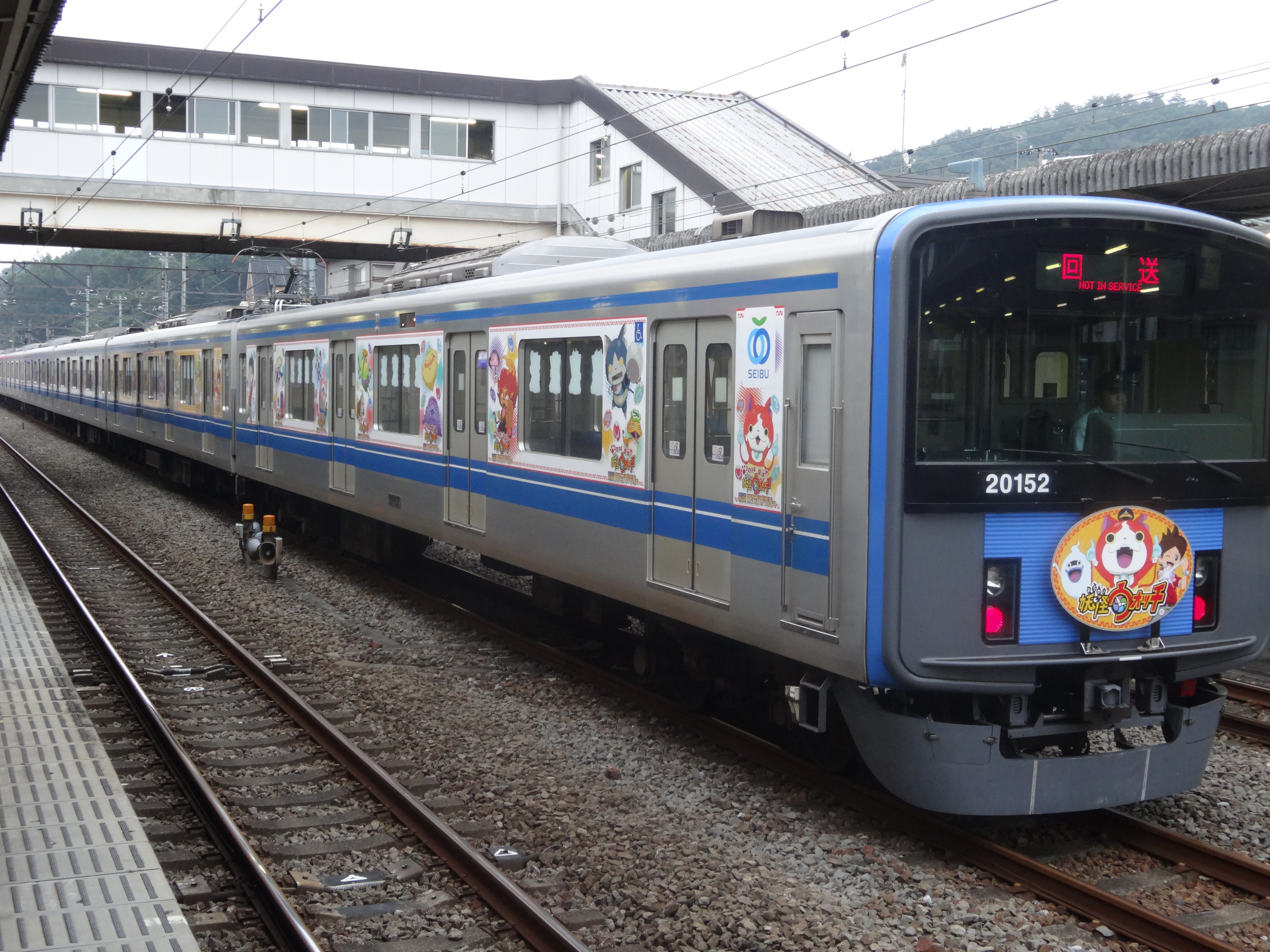
妖怪ウォッチ ラッピング電車
（20000系20152編成）

  - 1月、『黒執事』の作者、枢やなのデビュー10周年記念展「黒執事原画展 〜枢やなの世界〜」に合わせて、『黒執事』仕様の記念乗車券を販売[119]。
  - 5月、アニメ映画『ロボットガールズZ』の記念乗車券を販売[120]。
  - レベルファイブのゲームソフトとそれを原作にしたアニメ『妖怪ウォッチ』のスタンプラリーを実施[121]。
  - 秩父を舞台に、『進撃の巨人』のスマホスタンプラリーを実施[122]。
  - テレビアニメ『四月は君の嘘』のラッピング電車を池袋線で運行。使用車両は30000系38112F[123]。また、作中でも新2000系もしくは9000系と思わしき車両が、原作第19話[注釈 11] に登場している。
  - 『劇場版 PSYCHO-PASS サイコパス』公開記念乗車券を12月29日より池袋・西武新宿・所沢の3駅で限定販売[124]。
- 2015年暗殺教室ラッピング電車
（新2000系2075編成）

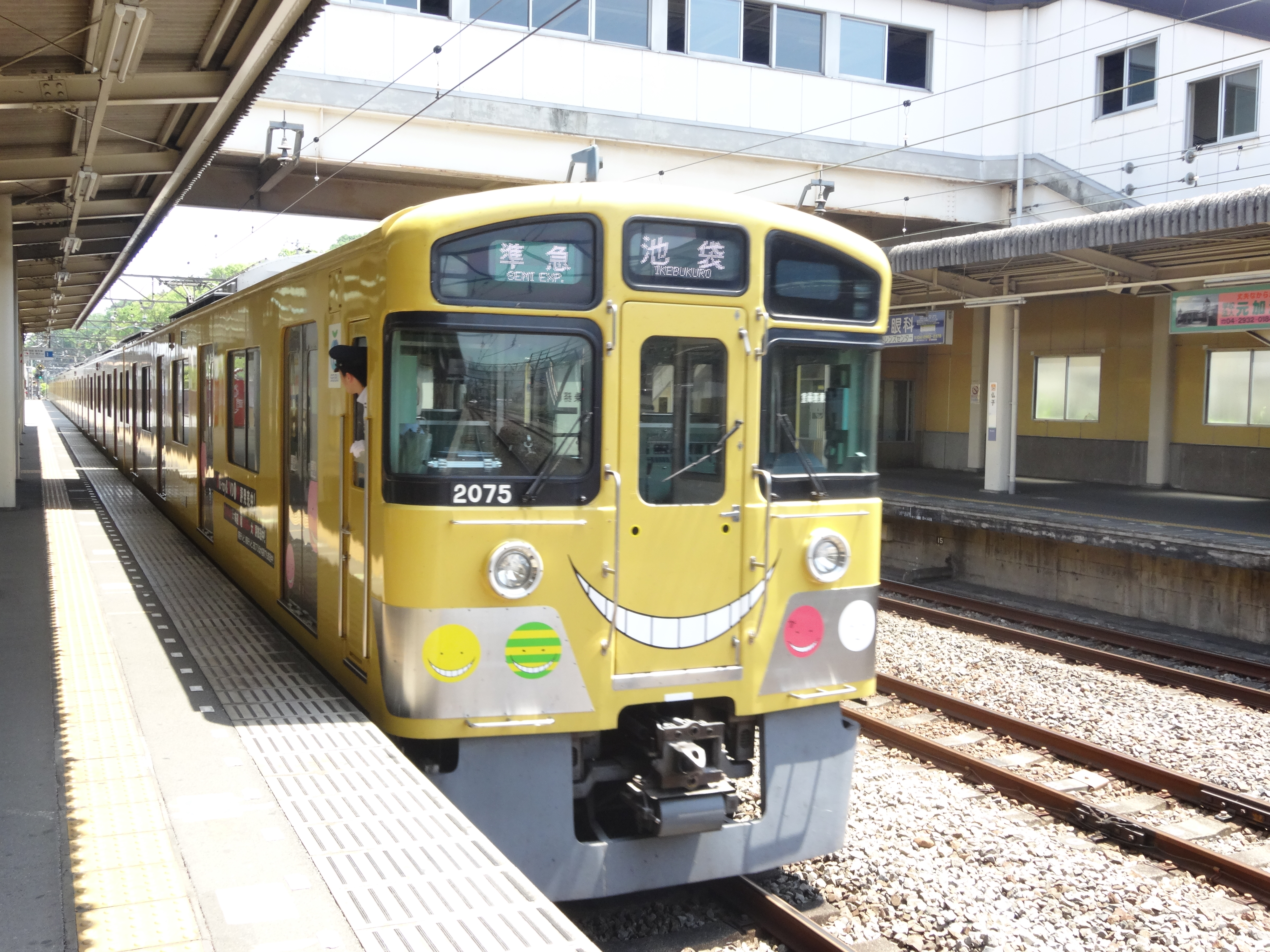
暗殺教室ラッピング電車
（新2000系2075編成）

  - 1月15日から1月25日までの11日間、西武池袋本店で開催された「もやしもん×純潔のマリア原画展 〜石川雅之の世界〜」に合わせ、「『もやしもん×純潔のマリア原画展』開催記念 西武線スタンプラリー」を実施[125]。
  - 2014年8月にアニメ制作50周年を迎えたトムス・エンタテインメントと、2014年12月に創立100周年を迎えた西武鉄道によるオリジナルコラボレーションアニメ『でででん』を西武スマイルビジョンなどで公開[126]。
  - アニメ映画『ドラゴンボールZ 復活の「F」』のスタンプラリーを実施[127]。
  - 3月21日より池袋・西武新宿・所沢の3駅で「弱虫ペダル GRANDE ROAD 記念乗車券」を販売。「弱虫ペダル原画展」（西武池袋本店にて開催）に合わせて販売された。また、伊豆箱根鉄道でも同様の記念乗車券を販売した[128]。
  - 4月6日よりテレビアニメ『暗殺教室』殺せんせーのラッピング電車を運行。使用車両は新2000系2075編成。また、車内の中吊りが特製ポスターでジャックされている[129]。さらに、ラッピング電車第2弾を12月28日より池袋線で運行。使用車両は新2000系2069編成[130]。
  - 5月1日よりマナーポスターに『妖怪ウォッチ』のキャラクターを起用[131]（現在は江戸時代の浮世絵タッチのマナーポスターに変わっている）。
  - テレビアニメ『四月は君の嘘』とスマートフォンアプリ「舞台めぐり」とのコラボ企画「『舞台めぐり×君嘘』聖地巡礼キャンペーン」 を開催[132]。
  - アニメ映画『ひつじのショーン〜バック・トゥ・ザ・ホーム』のスタンプラリーを実施[133]。
  - 『妖怪ウォッチ』のスタンプラリーを2年連続で実施[134]。
  - アニメ映画『心が叫びたがってるんだ。』公開記念イベント「ここさけ応援スタンプラリー2015 秋 〜みんなで叫ぶんだ！〜」を実施[135]。また、9月6日から10月5日まで、同作のラッピング電車を運行[136]。
  - 『心が叫びたがってるんだ。』と『あの日見た花の名前を僕達はまだ知らない。』がコラボした乗車券を西武秩父駅・池袋駅・所沢駅・西武新宿駅で限定販売[137]。
  - アニメ映画『GAMBA ガンバと仲間たち』のスタンプラリーを実施[138]。
  - 劇場用アニメ『亜人 -衝突-』のモバイルスタンプラリーを東京モノレール、多摩都市モノレール、東京都交通局と合同で開催[139]。
  - 12月20日から2016年1月22日までアニメ映画『傷物語〈Ⅰ鉄血篇〉』の公開を記念して、西武新宿線にてラッピング電車を運行[140]。
- 2016年
  - テレビアニメ『ヤマノススメ』と新春キャンペーンを実施[141]。
  - 4月18日よりアニメ映画『ずっと前から好きでした。〜告白実行委員会〜』のラッピング電車を運行。使用車両は20000系20151F[142]。
  - テレビアニメ『かみさまみならい ヒミツのここたま』のスタンプラリーを実施[143]。
  - 6月24日にエイベックス・ピクチャーズより発売された『おそ松さん』DVD&Blu-ray6巻の特典映像「ショートフィルムシリーズ #06 西武新宿線の旅」に制作協力として参加。西武新宿駅から中井駅までが主な舞台となっており、作中での広告はすべておそ松さんの登場キャラクター仕様に差し替えられている。また、ラストには下落合駅最寄りに本社を置く、原作者である赤塚不二夫の事務所であるフジオ・プロ本社ビルも登場する。
  - 劇場用アニメ『亜人 -衝突-』の公開記念タイアップキャンペーンを実施[144]。
  - アニメ映画『劇場版アイカツスターズ!』のスタンプラリーを実施[145]。
  - 西武池袋本店で8月4日から8月17日まで開催した羽海野チカの原画展にあわせて、8月4日より、池袋・西武新宿・所沢の3駅で「羽海野チカの世界展〜ハチミツとライオンと〜」の記念乗車券を販売[146]。
  - 8月16日より、駅ナカ・コンビニ「TOMONY（トモニー）」限定で「ポカリスエット×弱虫ペダル キャンペーン」を実施[147]。
  - アニメ映画『GANTZ:O』のスペシャルプレゼントキャンペーンを西武鉄道アプリ「西武鉄道からのプレゼント」にて実施[148]。
  - 20000系20158Fをラッピング車両「2代目『銀河鉄道999』デザイン電車」に改装。10月8日から2019年3月末まで運行予定[149]。
  - 11月14日から26日までサンシャインシティがプロデュースの埼玉西武ライオンズとゲーム『ポケットモンスター サン・ムーン』がコラボレーションしたラッピング電車を運行。使用車両は9000系9106F[150]。
  - アニメ映画『orange -未来-』のスタンプラリーを実施[151]。
  - テレビアニメ『3月のライオン』のラッピング電車を12月5日から2017年2月下旬まで運行。また西武鉄道アプリ「西武鉄道からのプレゼント」にてポスターが当たるプレゼント企画も実施[152]。
- 2017年ラブライブ!サンシャイン!!
ラッピング電車2017年仕様
（10000系10109編成）

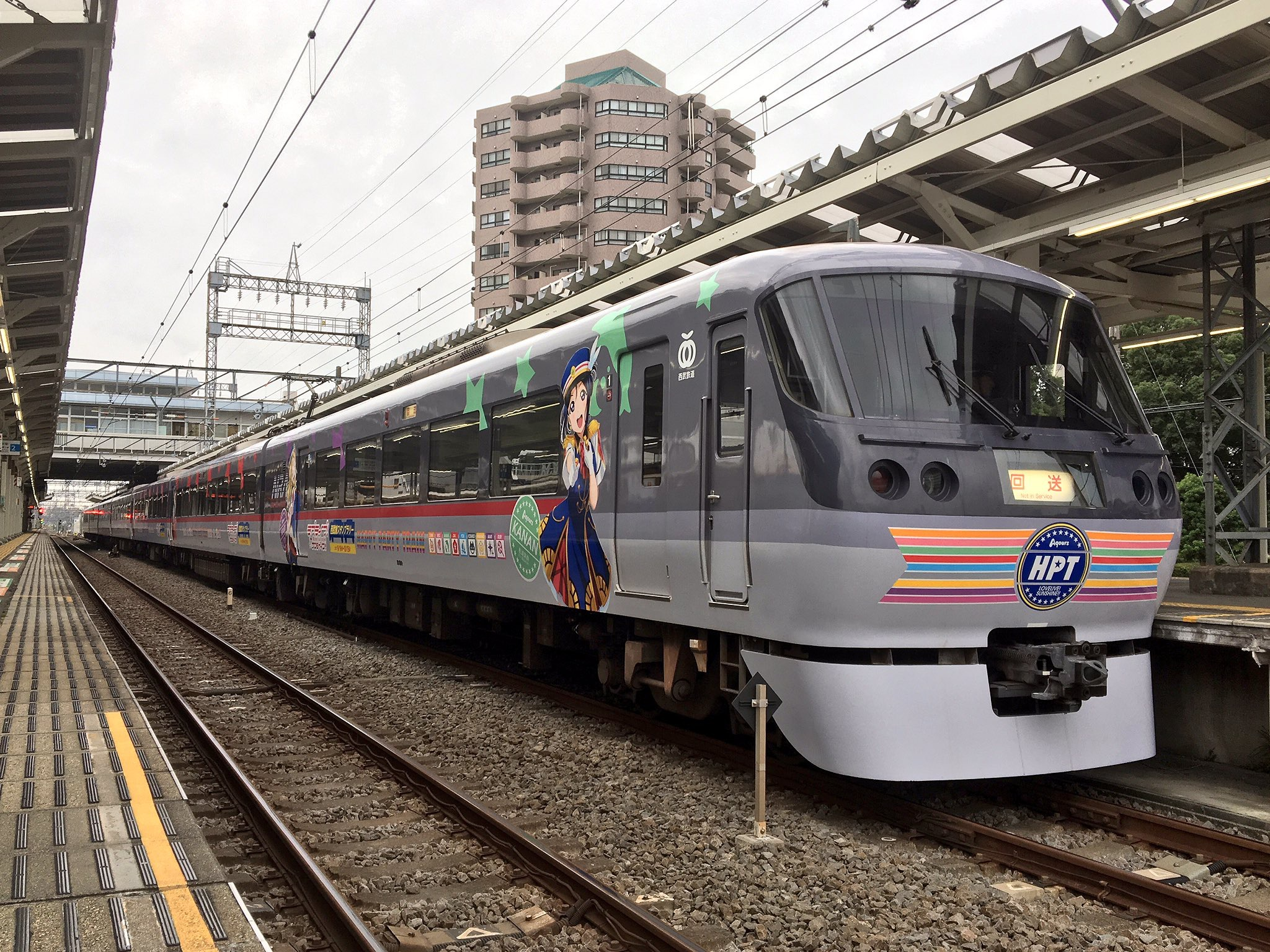
ラブライブ!サンシャイン!!
ラッピング電車2017年仕様
（10000系10109編成）

  - テレビアニメ『僕のヒーローアカデミア』の新シリーズ特別先行試写会とのタイアップ企画を実施[153]。
  - アニメ映画『かみさまみならい ヒミツのここたま 奇跡をおこせ♪テップルとドキドキここたま界』のスタンプラリーを実施[154]。
  - アニメ映画『BLAME!』プレゼントキャンペーンを西武鉄道アプリ「西武鉄道からのプレゼント」にて実施[155]。
  - 6月12日より、テレビアニメ『弱虫ペダル NEW GENERATION』とポカリスエットとコラボを実施[156]。『弱虫ペダル』とポカリスエットとのコラボは昨年に続き2度目となる。また、『弱虫ペダル』とのコラボは今回で3度目となる。
  - 秩父を舞台に、アニメ『DIVE!!』の秩父漫遊きっぷキャンペーンを実施[157]。
  - レベルファイブのゲームソフトとそれを原作にしたアニメ『スナックワールド』のスタンプラリーを実施。また、開催に合わせ、7月22日から9月3日までラッピング電車を運行[158]。
  - 西武池袋本店にて開催された『七つの大罪』原画展を記念して、8月4日から9月30日まで『七つの大罪』の原画展記念乗車券を販売[159]。
  - アニメ映画『交響詩篇エウレカセブン ハイエボリューション』のプレゼントキャンペーンを、西武鉄道公式アプリ「西武鉄道からのプレゼント」にて実施[160]。
  - 川越市を舞台としたオリジナルテレビアニメ『月がきれい』のポスターを車内の中吊りに掲載[161]。
  - 9月29日、30日の2日間に西武ドームで開催された「ラブライブ!サンシャイン!!『Aqours 2nd LoveLive! HAPPY PARTY TRAIN TOUR』」に合わせて、臨時特急ツアーを9月28日、29日、30日の3日間催行[162]。これに合わせ、9月16日から10月15日まで、西武鉄道の9駅を対象としたスタンプラリーを開催した他、特急用車両1編成（10000系10109編成）を使用したラッピング車両を西武池袋線・西武秩父線にて運行し、前述の臨時特急には、この車両を充当した[163]。
  - 10月6日から11月10日まで期間限定で開催された「SEIBU HALLOWEEN 2017」にて、スマホアプリ『モンスターストライク』とコラボレーションした特別企画を実施[164]。
  - 11月11、12日に渡って開催された「ヤマノススメ キャンプフェスタ2017」に合わせて、11日にコラボレーション電車「特急ヤマノススメ・キャンプフェスタ号」を運行。同作とのコラボでは、2014年に「特急ヤマノススメ号」、15年に「特急ヤマノススメ二号」が運行されており、およそ2年ぶりのタイアップ特急となる[165]。
  - 11月18、19日の2日間に渡って西武鉄道が開催した「ちちぶ映画祭2017 〜ANIME FESTIVAL〜」にて、劇場アニメやTVアニメを7作品ほど上映させた他、アニメ監督である神山健治のトークショーを実施した[166]。
  - 11月16日、秩父エリアの魅力を国内外に発信するため、西武鉄道オリジナルアニメーション『ちちぶでぶちち』を制作することが発表された。2018年3月30日より、西武鉄道YouTube公式チャンネルにて配信されている。監督は菅原静貴、脚本は岸本卓、アニメーション制作はトムス・エンタテインメントがそれぞれ務める。主役・西武薫子は、秩父市出身の黒沢ともよが担当。このほか、小野大輔（奈佐彰文役）、小野友樹、興津和幸、置鮎龍太郎が出演する。アニメーション本編映像は約25分の全1話。また、前述の「ちちぶ映画祭2017 〜ANIME FESTIVAL〜」にて、本作の制作発表会を実施した。監督の菅原と脚本の岸本が登壇した他、本作のプロモーションムービーも上映された[167][168]。
- 2018年ラブライブ!サンシャイン!!
ラッピング電車2018年仕様
（10000系10102編成）

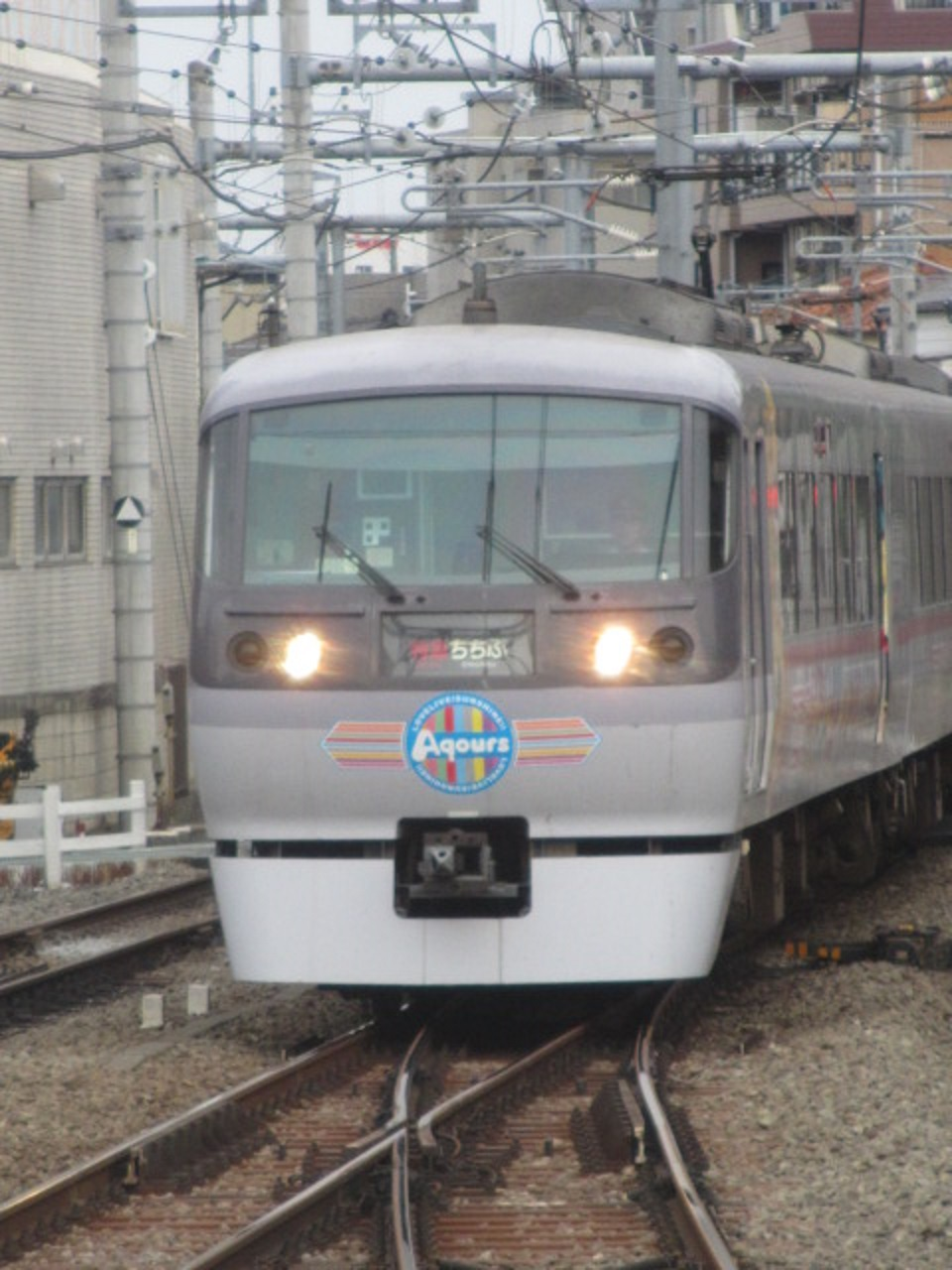
ラブライブ!サンシャイン!!
ラッピング電車2018年仕様
（10000系10102編成）

  - 2月10日から3月31日まで、アニメ『銀魂』とコラボした「銀魂×西武鉄道 銀魂目当てで西武線来いよおぉぉぉ!!キャンペーン」を開催[169]。
  - 「手塚治虫生誕90周年記念イベント」として3月31日に行われる、岩代太郎と浦沢直樹のコラボレーションコンサート『MANGA SYMPHONY 「○」』を特別協賛[170]。
  - 5月3日から6月18日まで、テレビアニメ『シュタインズ・ゲート ゼロ』とコラボしたイベント「拡張現実のレイルウェイ」を開催[171]。
  - 6月9日、10日の2日間に西武ドームで開催された「ラブライブ!サンシャイン!!『Aqours 3rd LoveLive! Tour WONDERFUL STORIES』」に合わせて、臨時特急ツアーを6月8日、9日、10日の3日間催行。これに合わせ、5月18日から6月24日まで、西武鉄道の9駅を対象としたスタンプラリーを開催した他、特急用車両1編成（10000系10102編成）を使用したラッピング車両を運行し、前述の臨時特急には、この車両を充当した[172][173]。同作とのコラボは、2年連続開催となる。
  - 6月16日から22日まで、テレビアニメ『弱虫ペダル GLORY LINE』とポカリスエットとコラボを実施[174]。『弱虫ペダル』とポカリスエットとのコラボは昨年に続き3度目となる。また、『弱虫ペダル』とのコラボは今回で4度目となる。
  - テレビアニメ『ヤマノススメ サードシーズン』の放送を記念して、6月25日から7月15日まで、6000系6054編成を使用した「ヤマノススメトレイン」を運行[175]。
  - 7月7日、8日の2日間に西武ドームで開催された「アイドリッシュセブン 1st LIVE『Road To Infinity』」に合わせて、ARラリーを実施。また、40000系10両（40101編成）を使用したラッピング車両を期間中に運行したほか、ライブ開催当日には臨時特急ツアー（前述のラッピング車両を充当）を実施した[176][177]。
  - 11月10日、11日の2日間に西武ドームで開催された「THE IDOLM@STER CINDERELLA GIRLS 6thLIVE MERRY-GO-ROUNDOME!!!」を記念して、10月26日から11月25日まで、西武鉄道の14駅を対象としたスタンプラリーを実施。また、ライブ開催当日に池袋駅から西武球場前駅まで、臨時特急ツアーを実施した[178]。
- 2019年白猫トレイン
（40000系40102編成）

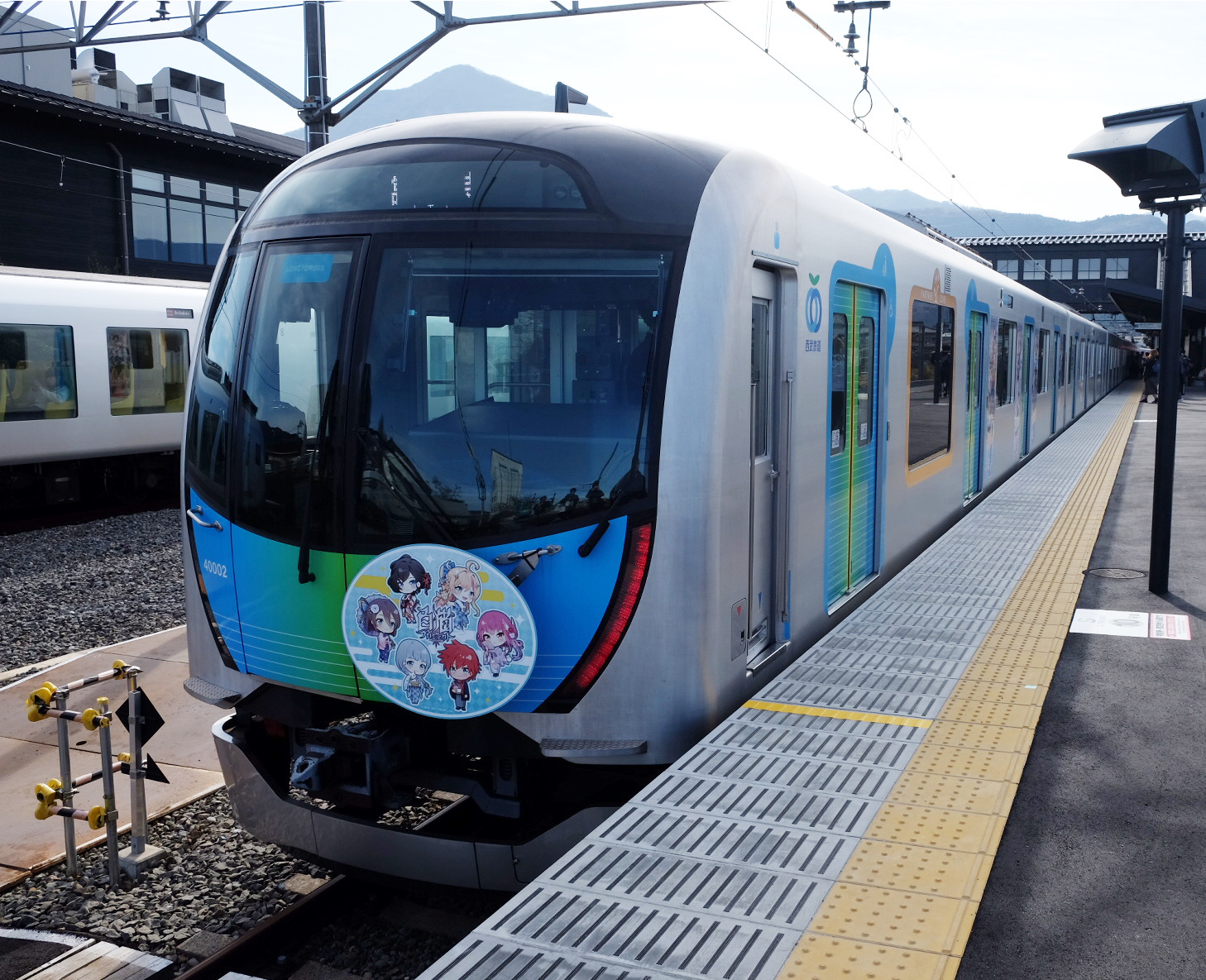
白猫トレイン
（40000系40102編成）

  - 2月15日から3月31日まで開催される「西武線沿線うどんラリー2019」にて、魔夜峰央原作の実写映画『翔んで埼玉』とのタイアップ企画を実施[179]。
  - アニメ映画『コードギアス 復活のルルーシュ』のプレゼントキャンペーンを、西武線アプリにて実施。
  - 3月25日から6月30日まで、ソニー・ミュージックコミュニケーションズが開発・運営する、アニメやゲームなどの舞台となった場所を楽しく巡ることができるスマートフォンアプリ「舞台めぐり」において、西武鉄道の池袋駅、江古田駅、石神井公園駅周辺を舞台に、新たに音で楽しむ舞台めぐり『ミエナイキズナ』を公開。シナリオを丸戸史明、イラストを和遥キナが担当するオリジナルストーリーで、ヒロインを植田佳奈、男性ボイス及びナレーションを下鶴直幸が担当する[180]。
  - 西武園ゆうえんちと埼玉西武ライオンズにおいて、魔夜峰央原作の実写映画『翔んで埼玉』とのコラボ企画「翔んで埼玉 所沢ディスティネーションキャンペーン」を実施[181]。
  - 7月6日、7日の2日間に西武ドームで開催された「アイドリッシュセブン 2nd LIVE『REUNION』」に合わせて、ARラリーを実施[182]。
  - 8月1日から9月8日まで「あの日見た花の名前を僕達はまだ知らない。西武線デジタルラリー」を実施[183]。
  - 8月15日から「西武鉄道×『MIX MEISEI STORY』×埼玉西武ライオンズ コラボ記念乗車券」を発売[184]。
  - 9月1日より、アニメ映画『空の青さを知る人よ』とのコラボラッピング電車を運行。同日には、埼玉西武ライオンズと同作のコラボイベントも開催される[185]。
  - 9月28日に、T・ジョイSEIBU大泉において、「高畑勲監督作品上映会 in 大泉学園」を開催[186]。
  - 『ラブライブ！スクールアイドルフェスティバル ～after school ACTIVITY～ Next Stage』とコラボレーションした「スクフェスACコラボ西武線スタンプラリー」を、10月25日から11月24日まで実施[187]。
  - 西武秩父線開通50周年企画の一環として、スマホアプリ『白猫プロジェクト』とコラボレーションした特別企画、「西武鉄道で行く！白猫温泉物語 〜冒険の続きは秩父で〜」を11月8日から2020年1月13日まで開催[188]。
- 2020年
  - アニメ映画『ドラえもん のび太の新恐竜』のスタンプラリーを実施[189]。ファーストステージは1月から3月まで実施され、セカンドステージは当初3月から5月まで実施予定だったが新型コロナウイルス感染症流行拡大の影響で7月から9月までの実施に延期された[190]。また、開催と同時に40000系40151編成にラッピング電車を運行[191]。
  - 『ヒプノシスマイク -Division Rap Battle-』3周年を記念したデジタルスタンプラリーを実施[192]。
  - 10月8日から30000系38101編成を使用した、『ドラえもん』連載50周年に合わせたラッピング電車「DORAEMON-GO！」を西武新宿線系統で運行[193]。
  - 11月3日から所沢駅の発車メロディをアニメ映画『となりのトトロ』の主題歌へ期間限定で変更[194]。
  - アニメ映画『STAND BY ME ドラえもん 2』のスタンプラリーを実施[195]。
  - ライトノベル『涼宮ハルヒシリーズ』9年半ぶりの新刊発売を記念した、「ところざわサクラタウン×西武鉄道『涼宮ハルヒの直観』タッチラリー」を11月25日から2021年2月14日まで開催[196]。
  - 12月18日から2021年1月31日まで、アニメ映画『銀魂 THE FINAL』とコラボした「アニメ「銀魂」が今回こそは本当に終わりらしいんで、西武鉄道で卒業祝いするぞォォォ!!キャンペーン」を開催[197]。

このほか、『ケロロ軍曹』やプリキュアシリーズ（2009年の『フレッシュプリキュア!』から2012年の『スマイルプリキュア!』まで）の劇場映画公開前に、広告ヘッドマーク付きの電車を池袋線系統を中心に運転していた。
また、2020年11月に、本社所在地近くの所沢市東所沢和田に、クールジャパンの総本山として、出版大手KADOKAWAの文化複合施設「ところざわサクラタウン」が開業。この計画には、西武HD取締役会長の後藤高志も参加している。

### 西武グループ全体
西武鉄道以外の西武グループ系列企業でも、以下のアニメ・漫画作品とタイアップ（コラボレーション）を行っている。特に、サンシャインシティプリンスホテルは、近くに乙女ロードがあるため、女性向け作品とのコラボに積極的である。
近江鉄道
- けいおん!
- 中二病でも恋がしたい！
- ベイマックス

伊豆箱根鉄道
- 弱虫ペダル GRANDE ROAD - 西武鉄道と共同。
- ラブライブ!サンシャイン!! - 伊豆・三津シーパラダイス・伊豆箱根バス・伊豆箱根タクシーも参加。前述の通り、2017年には西武鉄道も参入。

埼玉西武ライオンズ
- ドラえもん
- クレヨンしんちゃん
- 名探偵コナン
- あの日見た花の名前を僕達はまだ知らない。
- 心が叫びたがってるんだ。
- ドラゴンボール超
- らき☆すた
- ヤマノススメ
- 妖怪ウォッチ
- ダイヤのA
- アイドルマスターシリーズ
- 月がきれい
- ALL OUT!!
- メジャーセカンド
- アニマエール!
- 機動戦士ガンダム
- MIX
- 空の青さを知る人よ

プリンスホテル
- 薄桜鬼 〜御伽草子〜 - サンシャインシティプリンスホテルがコラボ宿泊プランを販売。
- 刀剣乱舞
- 刀剣乱舞-花丸- - サンシャインシティプリンスホテルがコラボ宿泊プランを販売。
- 活撃 刀剣乱舞 - 東京プリンスホテルがコラボ宿泊プランを販売。
- ユーリ!!! on ICE - サンシャインシティプリンスホテルが、同作とサンリオキャラクターとのコラボ宿泊プランを販売。
- Code:Realize 〜創世の姫君〜 - サンシャインシティプリンスホテルがコラボ宿泊プランを販売。
- Fate/Grand Order - サンシャインシティプリンスホテルが、同ホテル25階にあるアニメやマンガを中心に国内外のサブカルチャーファンに向けたコンセプトフロア、IKEPRI25の第1弾としてコラボ宿泊プランを販売。

横浜・八景島シーパラダイス
- けものフレンズ
- がっこうぐらし!

## 提携企業や合同企画など
- 西武線沿線サミット協定 - 東京都豊島区および埼玉県秩父市・飯能市・所沢市・横瀬町と締結（2018年4月時点）[198]。
- 東京地下鉄 - 西武有楽町線を経由し池袋線と有楽町線・副都心線が相互乗り入れをしている。
- 東急電鉄・横浜高速鉄道 - 2013年3月16日から、東京地下鉄副都心線を経由し東横線・みなとみらい線と相互乗り入れを開始した。
- 小田急電鉄 - かつて箱根地区の開発で激しく競い合い、箱根山戦争とまで言われたが、2017年現在、双方のグループ会社を通じて[注釈 12]、箱根振興の協力関係にある。
- 秩父鉄道 - 池袋線・西武秩父線から秩父本線長瀞及び三峰口まで片乗り入れ。
- 南海電気鉄道 - 共同で沿線プロモーションを展開[199]。
- ファミリーマート - 西武鉄道との間でフランチャイズ契約を結び、共同で駅売店TOMONYを出店。
- 埼玉ブロンコス - 2010–11シーズンより西武鉄道との間でオフィシャルスポンサー契約とともにPASMO加盟店契約も結び、ホームゲーム当日券をPASMOで購入可能としている。
- そごう・西武 - 前身企業の一つである旧西武百貨店が1971年までは西武グループだったこともあり、旧西武百貨店から西武鉄道グループの埼玉西武ライオンズのスポンサーを継続している。2022年現在でも、西武池袋本店の敷地の6割は西武ホールディングスからの借地である[200]ほか、西武池袋本店で販売されている食品を特急ちちぶで西武秩父駅前温泉 祭の湯へ輸送して販売・秩父で採れた農産物を特急ちちぶで池袋へ輸送して西武池袋本店で販売する[201] などの協業を行っている。
- 横浜アリーナの開業当初より株式16.806%を保有していた。2017年3月、キリンホールディングスが保有する横浜アリーナ発行株式のうち46.2％分を取得して筆頭株主になると共に、西武鉄道の子会社となることが発表された。
- 京浜急行電鉄
  - 西武鉄道が京浜急行電鉄の株式1.85%[202] を、京浜急行電鉄が親会社である西武ホールディングスの株式2.19%[203] をそれぞれ持ち合っている。
  - 2014年5月に京急電鉄が1000形電車を黄色く塗装したところ[204]、その姿が西武鉄道の車両に似ているとの声から、京急が西武にコラボレーションを提案、西武が9000系9103編成を赤い車体に白い帯とした「幸運の赤い電車 (RED LUCKY TRAIN)」とし[205]、両社で共同キャンペーンを実施している[206]。
- 東武鉄道 - 2016年2月より西武新宿線本川越駅の西口が開設され、東武東上線川越市駅との乗り換え利便性が高まり、西武球場前駅へのアクセスが向上した。このことから、同年9月の埼玉西武ライオンズの公式試合にて「東武東上線沿線 フレンドリーシティー感謝デー」を開催した[207]。また、ライオンズと東武鉄道がコラボした限定Tシャツ付きチケットを販売し、限定Tシャツのみの販売も実施した。このコラボが西武グループと東武グループの初のコラボとなった。
- 京王電鉄 - 2017年1月から3月まで、京王電鉄との初の合同企画「長瀞・高尾スタンプラリー」を実施[208]。

## イベント
例年、沿線の南入曽車両基地で8月ごろ、武蔵丘車両検修場で6月ごろ、横瀬車両基地で10月ごろに車両基地一般公開等のイベントが行われる。
2021年は新型コロナウイルス感染症の流行により、車両基地の公開を取りやめた。その一方で武蔵丘車両研修場では、近隣の日高市や飯能市などに在住する市民に無料の招待券を配布し、参加する人数を少なくして一般公開を行った。

## 主要グループ企業
西武グループは、西武ホールディングス傘下の中核事業会社である西武不動産、西武・プリンスホテルズワールドワイド、西武鉄道とその子会社と孫会社を含め81社より構成されている。西武鉄道系は、地方鉄道の近江鉄道・伊豆箱根鉄道およびその子会社を除き、原則的に企業名の先頭に「西武」が付く。鉄道系以外では、例外は武蔵野地所、横浜アリーナである。
| 事業名称                         | 設立   | 業態 |
| -------------------------------- | ------ | --- |
| 西武不動産                       | 1956年 | 不動産の保有・経営・開発等 2006年2月にプリンスホテルを存続会社としてコクドを吸収合併。持株会社として西武ホールディングスを新設し、関連会社管理機能を同社へ承継させて同社の完全子会社となる。 2022年4月付でホテル・レジャー事業を株式会社西武・プリンスホテルズワールドワイドに承継し、株式会社プリンスホテルから株式会社西武リアルティソリューションズに商号変更。 2025年4月付で株式会社西武不動産に商号変更。 |
| 西武不動産プロパティマネジメント | 2024年 | 不動産の運営・管理・売買・仲介業務等 |
| 西武不動産投資顧問               | 2024年 | 投資助言・代理業、宅地建物取引業およびこれらに付帯する業務 |
| 西武不動産ビルマネジメント       | 1983年 | 建物及び建物内外の保守、管理、清掃業務、総合警備保障業務等 2025年4月付で株式会社西武SCCATから商号変更。 |

| 事業名称                             | 設立                     | 業態 |
| ------------------------------------ | ------------------------ | --- |
| 西武・プリンスホテルズワールドワイド | 2021年                   | 西武グループのホテル・リゾート事業の運営・統括会社 2021年12月に株式会社西武・プリンスホテルズワールドワイドを設立。 2022年4月付けで株式会社プリンスホテル(現在の西武不動産)からホテル・レジャー事業を承継する。 |
| 川奈ホテル（子会社）                 | 2002年（新旧分離による） | 「川奈ホテル」の経営 |
| 広島プリンスホテル（子会社）         |                          | 「グランドプリンスホテル広島」の経営 |
| 横浜八景島（子会社）                 | 1990年                   | 「横浜・八景島シーパラダイス」・「西武園ゆうえんち」など水族館・遊園地の運営、および2施設の管理業務請負。 |
| 男鹿水族館（第三セクター）           | 2003年                   | 秋田県立男鹿水族館の運営 |

| 事業名称                      | 設立                      | 業態 |
| ----------------------------- | ------------------------- | --- |
| 西武鉄道                      | 1912年                    | 鉄道事業者 |
| 近江鉄道                      | 1896年                    | 鉄道事業者 |
| 近江観光                      |                           | ザ・プリンス 京都宝ヶ池・びわ湖大津プリンスホテルの運営、旅行業の経営 近江鉄道子会社（西武鉄道は間接所有） |
| 伊豆箱根鉄道                  | 1916年                    | 鉄道事業者 |
| 伊豆箱根バス                  | 1989年                    | バス事業会社。伊豆箱根鉄道子会社 （西武鉄道は間接所有） |
| 伊豆箱根交通                  | 1974年                    | タクシー事業会社。伊豆箱根鉄道子会社。1932年に駿豆鉄道(伊豆箱根鉄道前身)が営業開始し、1969年に伊豆箱根ハイヤーとして独立。1974年に伊豆箱根交通と改称。2021年に系列の伊豆箱根タクシーと合併。 |
| 西武バス                      | 1932年                    | バス事業会社 |
| 西武造園                      | 1951年                    | 造園・緑化の企画・設計、施工、維持管理 |
| 西武トラベル                  | 1970年                    | 旅行業。西武鉄道の直営旅行会社であった「西武観光」（2011年11月事業廃止）とは別。 |
| 西武ハイヤー                  | 1967年                    | タクシー・ハイヤー事業会社 |
| 西武園ゆうえんち （旧豊島園） | 2005年 （新旧分離を実施） | 「西武園ゆうえんち」・日帰り入浴施設「庭の湯」運営 2020年10月付けで株式会社豊島園から株式会社西武園ゆうえんちに名称変更。同年8月まではとしまえんを運営。 |
| 西武ライオンズ                | 1950年                    | プロ野球興行運営会社。設立は西鉄野球としての設立年（設立登記日は同年1月28日）。1978年10月25日、中村長芳が経営する福岡野球（太平洋クラブライオンズ→クラウンライターライオンズ）を買収し傘下入り。同年より西武ライオンズとなる。2008年に"埼玉"を球団名に冠し、埼玉西武ライオンズとなった。なお、球団名に埼玉が付いた後も運営会社名は「西武ライオンズ」のままである。 |
| 西武レクリエーション          | 1997年                    | 西武鉄道が所有するレジャー施設の賃借・運営（BIG BOX 東大和・狭山スキー場・西武園競輪場・豊島園 庭の湯・東伏見アイスアリーナなど）。 |
| 横浜アリーナ                  | 1986年                    | 横浜アリーナの賃貸・運営 |

| 事業名称                                                                                   | 設立   | 業態                       |
| ------------------------------------------------------------------------------------------ | ------ | -------------------------- |
| 池袋ショッピングパーク （筆頭株主はそごう・西武〈セブン&アイ・ホールディングス間接保有〉） | 1959年 | 同所の商業施設・駐車場経営 |

## 関連施設・事業
- 西武観光（東京都知事登録旅行業第2-1785号） - 西武の主な駅にある直営の観光案内所兼旅行センター。京王観光や東武トラベルなどの他私鉄子会社の旅行会社と異なり、広告上の便宜的な名称であり、あくまでも西武鉄道の旅行業部門である。時刻表では「JR乗車券類委託販売基準規程」に「西武鉄道」と記載されているが、西武鉄道各駅では購入できず、西武観光での発売になっている。また、ライオンズの試合チケットも取り扱っていた（通常のチケット販売だけではなく、株主優待券やファンクラブ特典の引換券の引換も可能）。2011年11月30日をもって営業を終了し、西武グループの西武トラベル（観光庁長官登録旅行業第139号）に一部業務を引き継いだ。
- 狭山そば
- 西武園ゆうえんち（直営）
- 西武園競輪場（直営）
- 埼玉西武ライオンズ（2009年シーズンから子会社）
- 西武ドーム（施設所有）
- ユネスコ村（営業終了）
- ユネスコ村大恐竜探検館（営業終了）
- ところざわのゆり園（直営、毎年5月 - 7月）
- 西武鉄道アイスホッケー部（後にコクドアイスホッケーチームと合併。後のSEIBUプリンス ラビッツ）
- PePe
- BIG BOX（直営）
- Emio
- 西武狭山ステーションビル（営業終了、後にEmio狭山市として開店）
- 西武武蔵関ステーションビル（営業終了、後にEmio武蔵関として開店）
- 西武田無ステーションビル（営業終了、後にEmio田無として開店）
- Nicot
- マミーズハンド
- 西武秩父仲見世通り（直営）
- としまえん（閉園）
- 中国料理獅子
- 三康図書館 - 西武鉄道が旧大橋図書館から引き継いだ蔵書をもとに、増上寺と共同で設立。

## 西武鉄道と関わりのある芸能人
- 渡辺美里 - 1990年から2005年まで西武球場（西武ドーム）コンサートライブ観客輸送列車「MISATO TRAIN」を運転（ただし、2001年 - 2003年 は「臨時」）。2004年のMISATO TRAINでは渡辺本人が運転開始15年目にして初めて乗車し特別車掌を担当し話題になった（翌年は渡辺の乗車はなく、元の臨時に戻っている）。この列車は、渡辺の担当するラジオ番組「スーパーギャング」で乗車客を募集し、抽選で選ばれた者だけが乗れるスタイルだったが、後年から渡辺の公式ウェブサイトで募集するスタイルをとっていた。
- 所ジョージ - 所沢市出身の司会者、タレント。22歳当時、所沢駅の近くに住んでいた西武沿線をテーマにしたコミックソング「西武沿線」を作った。西武線のいい加減な描写や、野口五郎「私鉄沿線」のパロディ、駅名を使った駄洒落などが歌詞に登場する。
- 設楽統 - お笑いコンビ・バナナマンのメンバー。1992年に約半年だけ小手指駅で駅員として勤務していた。
- 野月貴弘 - SUPER BELL"Zの車掌DJで、西武ファンフェスタ等でライブを行ったほか、西武鉄道の列車をキャラクター化し、戦隊風にアレンジした鉄道戦隊☆レオレンジャーを手がけた。
- 立川真司 - 2003年以降の西武電車フェスタ・研修場まつりでお笑いショーステージや臨時直通列車の車掌を務めている。
- 土屋礼央 - ボーカルユニット・RAG FAIRのメンバー。国分寺市出身であり、子供の頃はよく西武線を利用していたと「土屋礼央のオールナイトニッポン」や「タモリ倶楽部」で語っている。西武ライオンズのファンでもある。
- 林家たい平 - 秩父市出身の落語家で、2015年から「週末ちち部顧問」役で吉高由里子とともにCMやポスターに出演している。
- きゃりーぱみゅぱみゅ - アイドル。田無市（現：西東京市）出身で西武線も利用していた。その縁で2016年6月4日から9月29日まで9000系9101編成にきゃりーのラッピングを施した「SEIBU KPP TRAIN」を運行している[209]。
- 平田広明・増田俊樹 - 声優。両者とも西武線沿線に住んでいたことがあり、西武線もよく利用していたという。2017年11月から2018年3月まで文化放送にて放送されていたラジオ番組（アニラジ）『西武鉄道presents 平田広明･増田俊樹のこえさんぽ。』に出演していた。
- リン・ユーチュン - 台湾の歌手。テレビ埼玉『リン君と行く西武鉄道の旅』に出演。
- 春日俊彰 - お笑いコンビ・オードリーのメンバー。所沢市出身であり、西武ライオンズの熱狂的ファンでもある。2018年1月12日よりTBS（関東ローカル）にて放送中の西武鉄道沿線を紹介するミニ番組『スマイルすきっぷ』のナレーションを担当した。
- 黒沢ともよ - 声優、俳優。秩父市出身。西武鉄道オリジナルアニメーション『ちちぶでぶちち』の主演・薫子を演じる。
- 志村けん - ザ・ドリフターズのメンバー、コメディアン・タレント。東村山市出身。東村山駅前に植樹した。
- 堀北真希 - 元俳優、元タレント。清瀬市出身。2017年2月に芸能界を引退した翌月には清瀬駅前に期間限定の『ほりきたコレクション』が2015年の公式サイト以来、復活展示された。
- 吉川ひなの - 元俳優、元タレント。東久留米市出身。2020年12月に芸能界を引退した翌月には東久留米駅前に期間限定の『吉川ひなのコレクション』が展示された。

## 西武鉄道イメージキャラクター

### 現在
- 見上愛 - 俳優。2025年度より5代目イメージキャラクターに起用。特急ラビューを相棒に秩父を訪れる社会人「秩父飛（ちちぶっとび）なな子」を演じる。テレビCM「秩父飛なな子の休日篇」のほか、Webムービー3篇などに登場[210]。

### 歴代
- 吉高由里子 - 俳優、タレント。2013年度から2015年度まで初代西武鉄道イメージキャラクターを務め、「秩父さんぽ旅」のCMやポスター、車内広告などに出演していた。
- 又吉直樹 - お笑いコンビ・ピースのメンバー。2016年に2代目西武鉄道イメージキャラクターを務め、「2016年春夏・取材旅行編」のCMやポスター、車内広告などに出演していた[211]。
- 満島みなみ - ファッションモデル。又吉同様、2016年に2代目西武鉄道イメージキャラクターを務め、「2016年春夏・取材旅行編」のCMやポスター、車内広告などに出演していた[211]。
- 土屋太鳳 - 俳優、タレント。2017年度から2020年度まで3代目西武鉄道イメージキャラクターを務め、「ちちんぶいぶい秩父」のCMやポスター、車内広告などに出演していた。佐藤健とともに主演を務めた2017年12月16日公開の映画『8年越しの花嫁 奇跡の実話』とのコラボCMも制作された。
- 堀田真由 - 俳優。2022年度から2024年度まで4代目西武鉄道イメージキャラクターを務め、「ちょっとラビューで秩父まで」のCMやポスター、車内広告などに出演している。CMでは、2023年9月からは同じ事務所（アミューズ）の菅野莉央・鈴木美羽、2024年9月からは同じく清水くるみと共演。

## 提供番組

### 現在
- ZIP! - 日本テレビ（毎週木曜日、7 - 8時台、30秒）[212]。
- めざましテレビ - フジテレビ
- 文化放送ライオンズナイター - 文化放送
- NACK5 SUNDAY LIONS - NACK5

### 過去
- スマイルすきっぷ - TBSテレビ
- GOGOMONZ内のコーナー・SEIBU NAVI - NACK5（毎週水曜日、15時台、20秒）

## テレビ番組
以下の番組で取り上げられた。
- 日経スペシャル ガイアの夜明け 西武王国の崩壊（2005年3月8日、テレビ東京）[213]。

## その他
- 地元埼玉県の放送局であるテレビ埼玉（テレ玉）と、エフエムナックファイブ (NACK5) の主要株主でもある。当然、ライオンズ戦中継も放送されている。
- 小田急電鉄、京浜急行電鉄、近畿日本鉄道と同様「ストライキのない私鉄」として知られている。従業員による労働組合は存在するが、私鉄総連に加盟していない。西武鉄道が日本民営鉄道協会と距離を置いていたのは、民鉄協が対私鉄総連との春闘をはじめとする労使交渉の中心となる位置づけであったためだが、近年の中央集団交渉等の衰退によりそのカラーが薄れ、鉄道業界発展のための団体へとその位置づけが変化してきたことにより西武鉄道側が方針転換したものである。
- 関東大手私鉄の中で、2013年3月まで唯一民放キー局でのテレビCMを流していなかったが、テレ玉で西武鉄道とテレ玉のコラボCMとしてCMを流すことがある。CMは、JR東日本のトレインチャンネルや自社の西武スマイルビジョンで放送したことがある。
- 京王電鉄・阪急電鉄・京阪電気鉄道と並び、電車の正面側に特製のヘッドマーク取付を行うことが多い。過去のヘッドマークデザインを公開したイベントも実施したことがある。
- 関東大手私鉄の中では新幹線との接続駅がない鉄道会社の一つである。同様に新幹線との接続駅がない関東大手私鉄には京王電鉄があるが、京王は橋本駅でリニア中央新幹線（2027年開業予定）との接続が予定されているため、以後は関東大手私鉄では唯一、新幹線との接続駅を持たない会社となる。
- 1945年（昭和20年）の武蔵野鉄道・西武鉄道（旧）との吸収合併、1946年（昭和21年）の西武鉄道への社名変更が行われた後も、武蔵野鉄道のメイン路線である現・池袋線のことを「武蔵野線」と呼び続けたり、鉄道路線図などに通称的に記載される場合があった[214]。しかし、1952年（昭和27年）に正式に「池袋線」と名称を変更されたのを機に、以降には路線図や地図で「武蔵野線」と書かれることはほぼなくなった。現在運行されているJR東日本武蔵野線（定期旅客営業列車が運行されていない鶴見 - 府中本町間も含め）との関連は全くない。
- 西武での信号場の呼称は、かつては信号所と称していた例もあった（廃止された中峯信号所などに実例がある）。
- アニメ制作会社のトムス・エンタテインメントとは、コラボアニメ『でででん』や『ちちぶでぶちち』などを共同で製作している。